# Marilyn Monroe
Marilyn Monroe (született Norma Jeane Mortenson; Los Angeles, 1926. június 1. – Los Angeles, 1962. augusztus 4.) Golden Globe-díjas amerikai színésznő, fotómodell és énekesnő. Az 1950-es évek egyik legismertebb szexszimbóluma volt, aki „buta szöszi” filmszerepeivel szerzett hírnevet. Színésznőként körülbelül egy évtizedig volt aktív, ezalatt filmjeiből kétszázmillió dolláros bevétel folyt be. Marilyn Monroe a mai napig a popkultúra egyik legismertebb, ikonikus egyénisége.
Marilyn Monroe Los Angelesben született, gyerekkorát különböző nevelőszülőknél és árvaházban töltötte, míg 16 évesen férjhez nem ment. A második világháború idején gyári munkásnőként készültek róla az első professzionális fotók, és ekkor kezdődött fotómodell pályafutása. Pin-up girlként vált híressé, és így kapta első mellékszerepeit a 20th Century Fox és a Columbia Pictures filmstúdiónál. 1951-től már fontosabb szerepeket is kapott, elsősorban vígjátékokban (Annyi idős vagy, amennyinek érzed magad és Gyanús dolog), de drámákban (Éjszakai összecsapás, Ne is kopogtass!) is. Filmkarrierje kezdetén botrányt kavart, amikor kiderült, hogy 1949-ben aktfotók jelentek meg róla, de az eset csak fokozta a filmjei iránti érdeklődést.
1953-ra filmjei a legjövedelmezőbb hollywoodi alkotások közé tartoztak, főszerepet kapott a Niagara című film noirban és a Szőkék előnyben, valamint a Hogyan fogjunk milliomost? című vígjátékban; utóbbiak megalapozták „buta szöszi” imázsát. Monroe hamarosan megunta beskatulyázását és sztár mivoltához képest alacsony jövedelmét, ezért 1954-ben összeveszett a Fox filmstúdióval. Hamarosan újabb megállapodást kötöttek, és az év egyik legnagyobb kasszasikerével, a Hétéves vágyakozással tért vissza. A stúdióval való további súrlódások miatt 1954 végén megalapította a Marilyn Monroe Productions (MMP) céget. 1955-ben új szerződést kötöttek, és a Buszmegálló, A herceg és a színésznő című filmekért a kritikusok elismerését is kivívta. 1959-ben a Van, aki forrón szereti vígjátékban nyújtott alakításáért elnyerte a legjobb színésznőnek járó Golden Globe-díjat. Utolsó elkészült filmje az 1961-es Kallódó emberek.
Monroe magánéletében számos problémával küzdött, amelyeknek a sajtó is sok figyelmet szentelt. Gyógyszerfüggő volt, depressziótól és szorongástól szenvedett. Háromszor házasodott, köztük a híres baseballjátékos, Joe DiMaggióval és a neves íróval, Arthur Millerrel. Házasságai néhány év vagy néhány hónap után válással végződtek. Marilyn Monroe 1962-ben, 36 éves korában halt meg szándékos barbiturát-túladagolás következtében. Halálát illetően számos összeesküvés-elmélet látott napvilágot.

## Élete

### Gyermekkora és első házassága (1926–44)

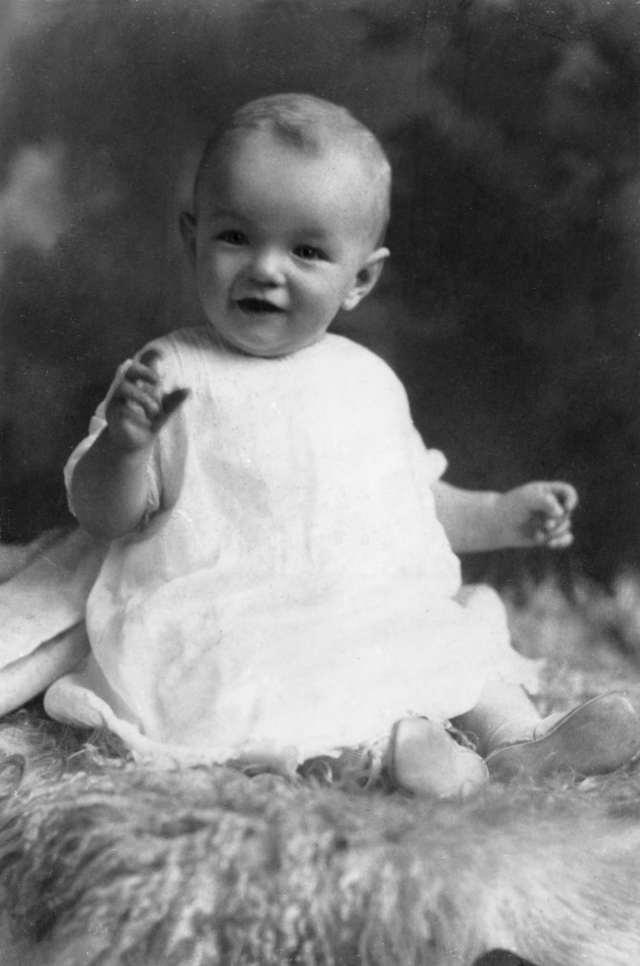
Monroe kisgyerekként

Marilyn Monroe 1926. június 1-jén született Norma Jeane Mortenson néven a Los Angeles-i megyei kórházban, Gladys Pearl Baker (leánykori nevén Monroe, 1902–84) harmadik gyermekeként. Gladys negatívvágóként dolgozott a Consolidated Film Industriesnél. Gladys tizenöt évesen férjhez ment a kilenc évvel idősebb John Newton Bakerhez, akitől két gyermeke született: Robert (1917–33) és Berniece (sz. 1919). 1921-ben elváltak, és férje magával vitte a gyerekeket Kentuckyba. Monroe csak tizenkét évesen tudta meg, hogy van egy nővére, és felnőttként találkozott vele először. Gladys 1924-ben másodszor is férjhez ment, Martin Edward Mortensenhez, de különváltak, még mielőtt teherbe esett volna, és 1928-ban formálisan is elváltak. Monroe tényleges apja nem ismert, de a születési anyakönyvi kivonaton Mortensen van megadva (helyesírási hibával), és életében sokat használta a Baker nevet is. Egyes életrajzírói szerint az a legvalószínűbb, hogy az apa Gladys munkatársa, Charles Stanley Gifford lehetett, akivel 1925-ben viszonyt folytatott.
Gladys sem lelkileg, sem anyagilag nem volt felkészülve a gyereknevelésre, és nem sokkal születése után nevelőszülőkre bízta a lányát; sokáig a kaliforniai Hawthorne-ban élő Albert és Ida Bolender nevelte a kislányt. Eleinte Gladys is velük lakott és Los Angelesbe ingázott a munkahelyére, de amikor megváltoztatták a munkaidejét, erre többé nem volt módja, és 1927 elején visszaköltözött a nagyvárosba. Ekkortól hétvégenként látogatta a lányát, ilyenkor moziba vagy sétálni vitte a városba. Bolenderék szerették volna örökbe fogadni a kislányt, de Gladys 1933-ra anyagilag helyrerázódott, vett egy kis házat Hollywoodban, és magához vette Marylint. Albérlőik is voltak, a George és Maude Atkinson színészházaspárral és lányukkal, Nellievel éltek együtt. Néhány hónappal később, 1934 januárjában Gladys idegösszeroppanást kapott, és paranoid skizofréniát diagnosztizáltak nála. Néhány hónapig otthon lábadozott, majd kórházba került. Élete hátralevő részének jelentős hányadát különböző kórházakban töltötte, és csak ritkán találkozott a lányával.
Monroe állami gondozásba került, és anyja barátnője, Grace McKee Goddard vállalta a gondnokságot fölötte. A következő négy évben több családnál nevelkedett, és gyakran váltott iskolát. Az első tizenhat hónapot az Atkinson családnál töltötte, ekkor – nyolcévesen – szexuálisan molesztálták. Az addig is szégyenlős kislány dadogni kezdett, és még visszahúzódóbbá vált. 1935 nyarán rövid ideig Grace és Erwin Goddardnál, majd két másik családnál volt, míg végül szeptemberben Goddardék beadták egy hollywoodi árvaházba. Az árvaházról a hivatalos szerveknek igen jó véleménye volt, egyfajta modellintézménynek tekintették; ennek ellenére Monroe nem szerette, „olyan volt, mintha senkinek sem kellenék”.

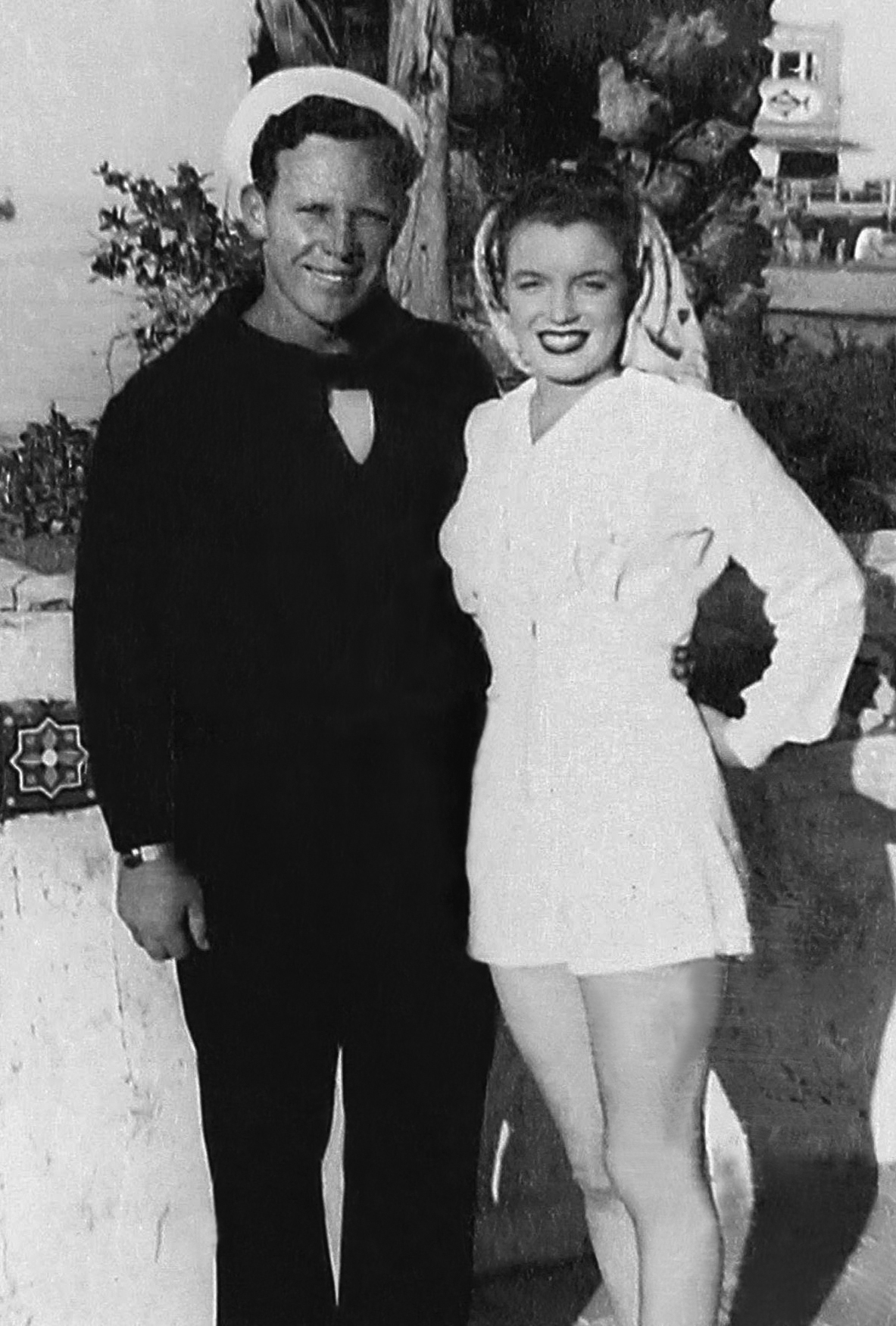
Monroe első férjével, James Doughertyval (kb. 1943–1944)

Az árvaház rábeszélte Goddardékat, hogy vállalják Monroe gyámságát, majd 1937 nyarán ismét magukhoz vették a lányt. Itteni tartózkodása csak néhány hónapig tartott, mert a férj molesztálta. Innen a család ismerőseihez és rokonságához került rövidebb időszakokra. Hosszabb időt Grace Goddard nagynénjénél, Ana Atchinson Lowernél töltött Los Angeles Sawtelle kerületében. Az Emerson előkészítő középiskolába járt, ahol közepesen tanult, de igen jól fogalmazott és gyakran írt az iskolai újságba. 1940–41 körül Lower betegsége miatt Monroe visszakerült a Goddard családhoz, és miután az Emersont befejezte, a Van Nuys-i középiskolában folytatta tanulmányait.
1942 elején Erwin Goddardnak, munkahelye utasítására, Nyugat-Virginiába kellett költöznie. Mivel a kaliforniai törvények miatt a gondjaira bízott lányt nem vihette ki az államból, Monroe-t vissza akarták küldeni az árvaházba. Hogy ezt elkerülje, a 16 éves lány 1942. június 19-én férjhez ment a szomszéd fiúhoz, a 21 éves James Doughertyhez, aki gyárban dolgozott. Emiatt félbehagyta az iskolát, és háztartásbeli lett belőle. Később így nyilatkozott: „a házasságtól nem lettem szomorú, de boldog sem. Alig beszéltünk a férjemmel. Nem mintha dühösek lettünk volna egymásra. Nem volt semmi mondanivalónk. Meghaltam az unalomtól.” 1943-ban Dougherty belépett az állami kereskedelmi flottához. Eleinte a kaliforniai Santa Catalina-szigeten állomásozott, ahol együtt élt a feleségével; 1944 áprilisában azonban kiküldték a csendes-óceáni hadszíntérre, ahol majdnem két évig, a második világháború végéig maradt. Monroe a férje távozása után annak szüleihez költözött, és egy rádióirányítású repülőgépeket gyártó üzemben (Radioplane Munitions Factory) vállalt munkát.

### A fotómodell és az első filmszerepek (1945–49)

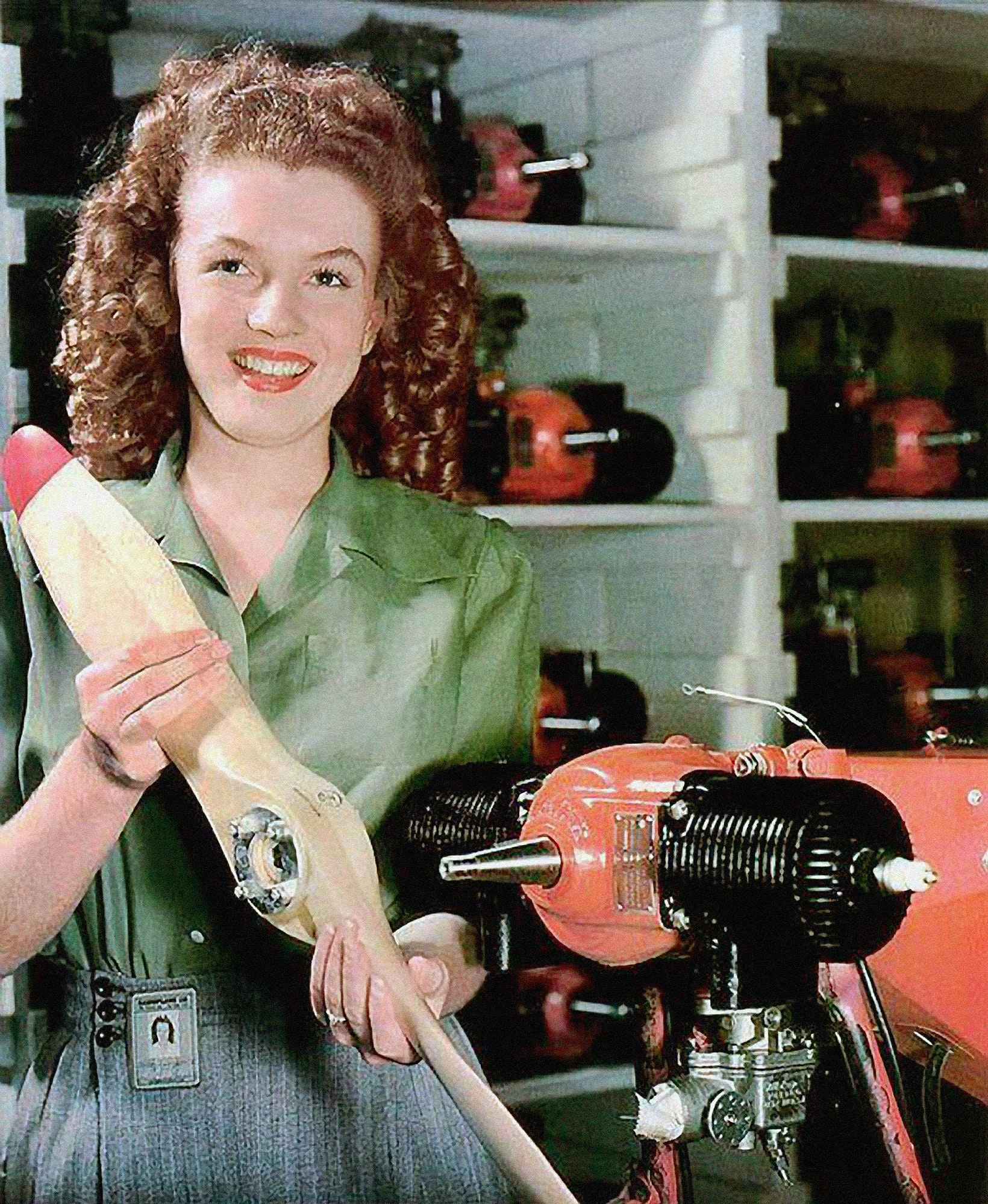
Monroe a repülőgépgyárban (1944)

1944 végén Monroe találkozott David Conover fényképésszel, aki a légierő megbízásából fotózta a gyári munkáslányokat, hogy a képeket propagandacélokra használják. Bár a képeit végül nem használták fel, Monroe 1945 januárjában kilépett a gyárból, és Conover, valamint annak barátai számára kezdett fotómodellkedni. Kiköltözött apósa házából, és férje szülei, valamint a férje akarata ellenére 1945 augusztusában aláírt egy szerződést a Blue Book modellügynökséggel. Ekkoriban néha a Jean Norman művésznevet használta, és göndör barna haját kiszőkíttette és kiegyenesíttette, hogy könnyebben kapjon munkát. Alakja miatt nem annyira a divatfotósok, hanem inkább a pin-up lányok fényképészei (köztük Dienes Andor) keresték, és fotói így többnyire férfimagazinokban és hirdetésekben jelentek meg. Az ügynökség tulajdonosa, Emmeline Snively későbbi nyilatkozata szerint Monroe volt az egyik legtörekvőbb és legszorgalmasabb modelljük. 1946 végéig már 33 címlapon szerepelt (többek között a Pageant, a U.S. Camera, a Laff és a Peek magazinokban).
A sikereken felbuzdulva, 1946 júniusában Snively összehozta Monroe-t egy színészügynökséggel. A Paramount Pictures producereivel lezajlott sikertelen interjú után Ben Lyon, a 20th Century Fox egyik igazgatója szerződtette. Darryl F. Zanuck főigazgató nem volt különösebben jó véleménnyel róla, de hagyta magát rábeszélni, hogy féléves szerződést kössenek a lánnyal, nehogy egy rivális stúdió előbb szerződtesse. Ekkortól kezdte használni művésznevét, a Marilyn Monroe-t, amelynek első részét Lyon választotta, mert a kezdő színésznő Marilyn Miller Broadway-sztárra emlékeztette, a Monroe pedig anyja lánykori neve volt. 1946 szeptemberében elvált Doughertytől, aki ellenezte, hogy felesége dolgozzon.
Szerződése első néhány hónapjában nem szerepelt filmben; ezalatt színjátszó, ének- és táncórákat vett. 1947 februárjában szerződését meghosszabbították, és hamarosan megkapta első szerepeit is. Első megjelenése az 1947-es Dangerous Years-ben volt, ahol pincérnőt alakított, és kilenc sornyi szöveget kapott. Valamivel később egymondatos szerepe volt a Scudda Hoo! Scudda Hay! vígjátékban. A stúdió beíratta egy színésziskolába, ennek ellenére 1947 augusztusában lejárt szerződését nem hosszabbították meg. Monroe visszatért a modellkedéshez, és időnként beugró munkákat vállalt a stúdiónál.

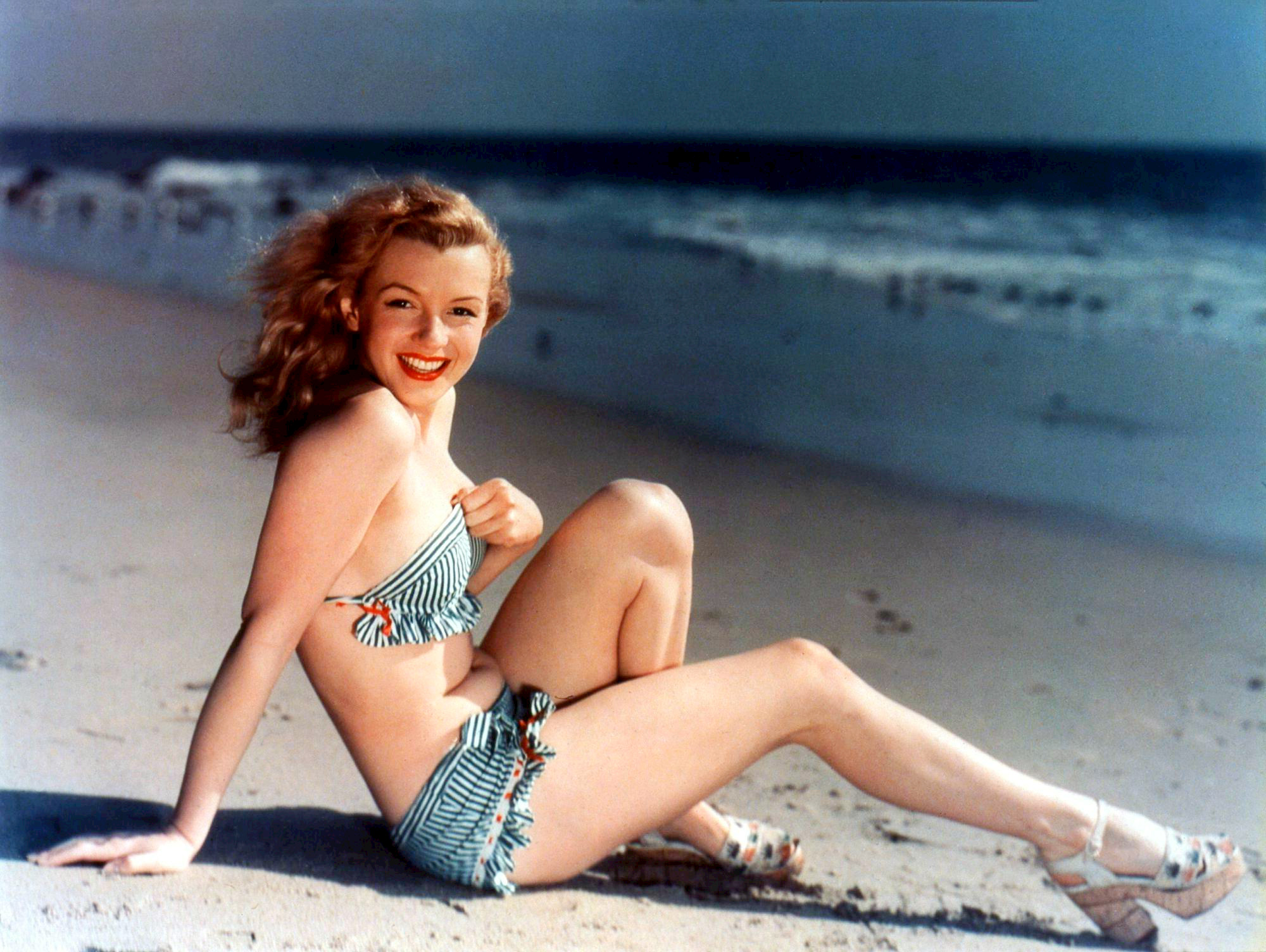
A pin-up girl

Mivel hosszabb távon mindenképpen színésznő szeretett volna lenni, Monroe továbbra is járt a színiiskolába, és 1947 októberében egy rövid életű színdarabban, a Glamour Preferredben kapott egy „végzet asszonya”-szerepet. A darabról egyetlen fontosabb újság sem írt kritikát. Emellett gyakran látogatta a produceri irodákat, összebarátkozott Sidney Skolsky bulvárújságíróval, és stúdiók által adott rendezvényeken vállalta a fontos férfivendégek szórakoztatását, ezt már a Foxnál is csinálta korábban. A Fox egyik igazgatójának, Joseph M. Schencknek is barátja (és időnként szexuális partnere) lett, aki végül beajánlotta őt a Columbia Pictures igazgatójához, Harry Cohnhoz, aki 1948 márciusában szerződést kötött vele.
Míg a Foxnál hétköznapi lányokat játszott, a Columbiánál Rita Hayworth mintájára vamposították a külsejét. Elektrolízissel kiszedték elöl a haját, hogy homloka magasabb legyen, haja színét pedig még világosabbra, platinaszőkére festették. Ekkor kezdett dolgozni Natasha Lytess drámaoktatóval, aki 1955-ig a mentora maradt. A stúdiónál egy filmben játszott, az 1948-as Ladies of the Chorus musicalben; ez volt az első főszerepe, egy gazdag férfival románcot folytató kóristalányt alakított. A forgatás során viszonyt kezdett énektanárával, Fred Kargerrel, aki fogászati kezelését is fizette, hogy korrigálják enyhe mélyharapását. A film nem lett sikeres, és bár folytak tárgyalások, hogy megkapja a Born Yesterday főszerepét, amikor 1948 szeptemberében lejárt a szerződése a stúdiónál, nem újították meg.
Monroe ezután a William Morris ügynökség alelnökének, Johnny Hydenak lett a protezsáltja, majd barátnője. Hyde többször is feleségül kérte, de Monroe elutasította. A férfi fizette kisebb plasztikai műtéteit: állkapcsába szilikonprotézist ültettek, és talán orrplasztikán is átesett. Az ő közvetítésével egy kisebb mellékszerepet kapott a Marx Brothers 1950-ben bemutatott filmjében, a Love Happy-ben. Emellett továbbra is modellkedett, 1949-ben aktképeket is készített, amelyek naptárakban jelentek meg.

### Az áttörés (1950–52)

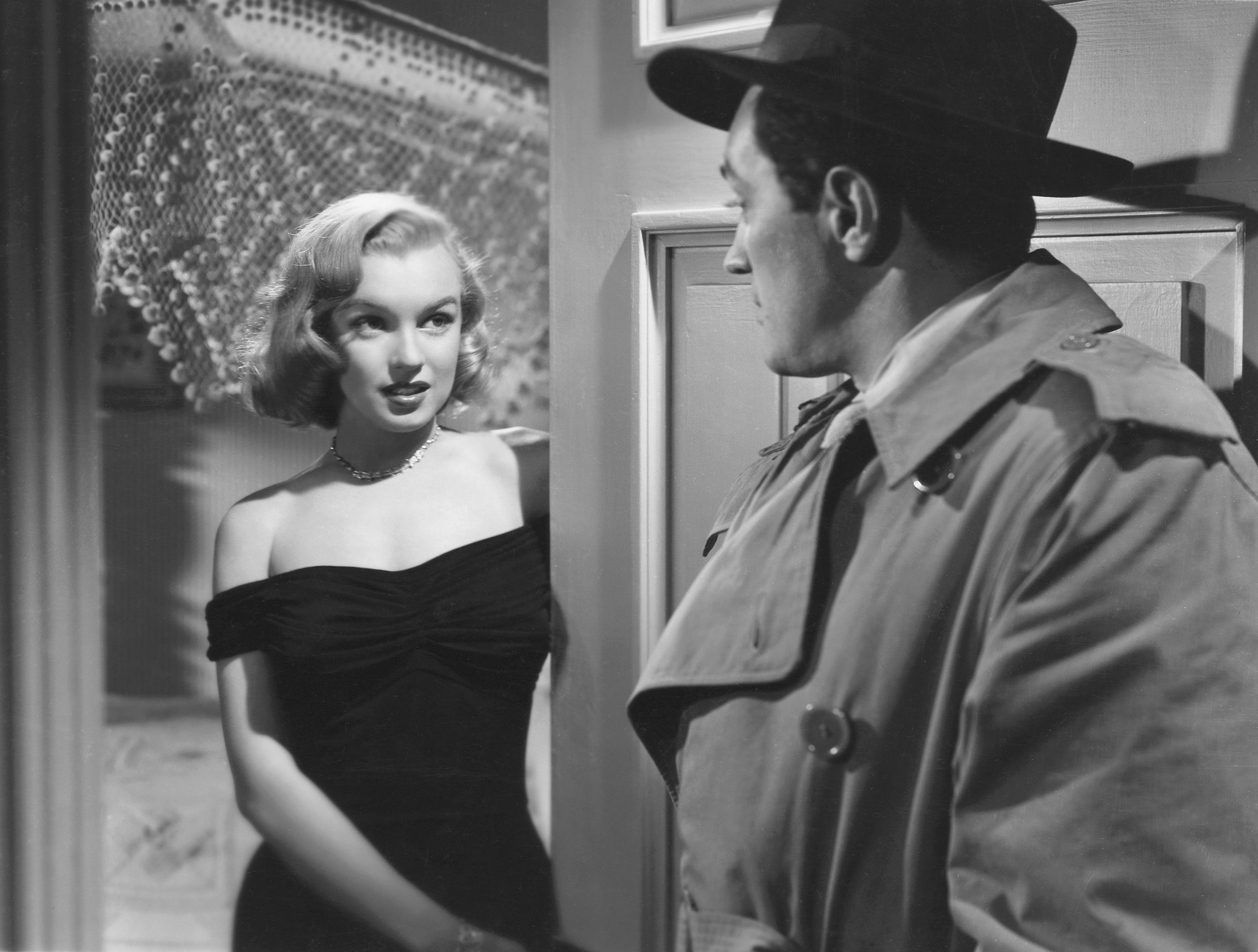
Gengszterszeretőként az Aszfaltdzsungelben

Marilyn Monroe hat, 1950-ben bemutatott filmben szerepelt. Kisebb megjelenései voltak a A szerelem bolondja, a Belépő a csatabárdhoz, a Right Cross és A tűzgolyó című filmekben, de fontosabb volt, hogy a sikeres Aszfaltdzsungelben és a Mindent Éváról című filmben is kapott mellékszerepet. Az elsőben egy idős gengszter fiatal szeretőjét alakította, és bár csak öt percet volt vásznon, a kritikák őt is megemlítették, mint aki „sikeresen váltott filmmodellből komoly színésznővé”. A második filmben egy naiv fiatal színésznőt játszott.
Ezek után 1950 decemberében Hyde-nak sikerült tető alá hoznia egy hétéves szerződést a 20th Century Fox-szal; alig néhány nappal később azonban szívrohamot kapott és meghalt. Monroe őszintén gyászolta, de eközben egyre inkább felfigyelt rá a szakma. 1951 márciusában műsorvezető volt az Oscar-díj átadási gáláján (az All About Eve hat díjat is kapott), szeptemberben pedig az országos Collier's magazin hosszú ismertetőt közölt róla. Négy kis költségvetésű filmben kapott mellékszerepeket: az MGM Szülővárosi történet című drámájában és a Fox három közepes sikerű vígjátékában (Annyi idős vagy, amennyinek érzed magad, Love Nest, Csináljuk törvényesen). Egyes kritikusok szerint lényegében csak egy „szexi dísztárgy” volt, de a New York Times-ban és a Los Angeles Daily News-ban pozitív kritikákat kapott, utóbbi „az egyik legragyogóbb feltörekvő színésznőnek” nevezte.

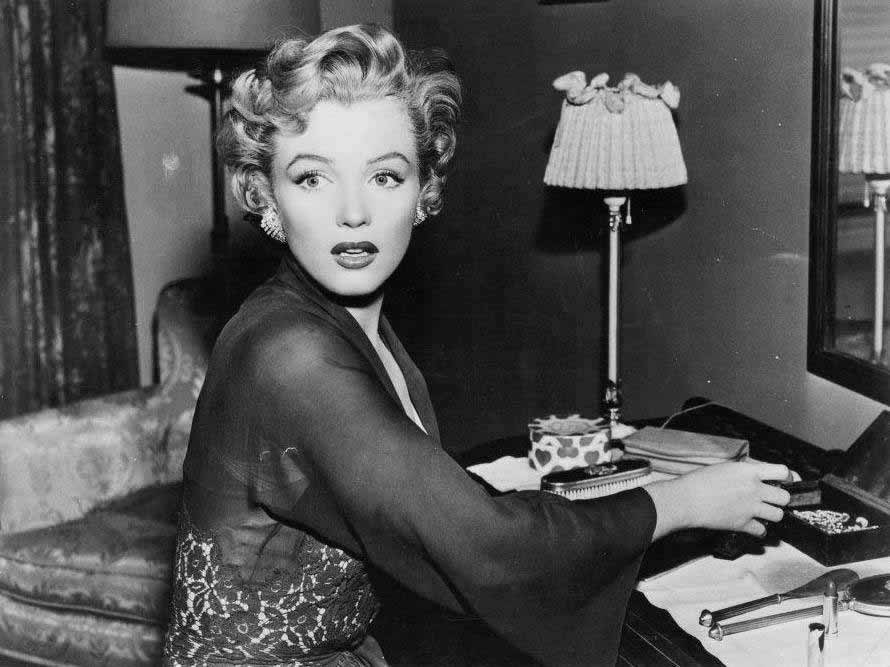
A Ne is kopogtass! zavart elméjű bébiszittereként

A közönség is felfigyelt rá: hetente több ezer rajongói levelet kapott, és a Stars and Stripes katonai folyóirat 1951 legszebb pin-up girljének választotta. Magánéletében ekkor Elia Kazan rendezővel folytatott kapcsolatot, és rövid ideig randevúzott másokkal is, többek között Nicholas Ray rendezővel, valamint Yul Brynner és Peter Lawford színésszel.
Szerződése második évében Monroe már a Fox legjobban népszerűsített színésznőjévé vált, és az újságok a legjobb fiatal kasszasiker-szereplőként emlegették. Az év elején romantikus kalandba kezdett a kor egyik leghíresebb sportszemélyiségével, az aktív karriertől az előző évben visszavonult Joe DiMaggio baseballjátékossal. A Fox körülbelül ekkor tudta meg, hogy Monroe 1949-ben aktképeket közöltetett magáról, és úgy döntöttek, hogy elébe mennek a botránynak. A színésznő egy interjúban bevallotta a képek létezését, de azt állította, hogy erre csak nyomorúságos anyagi helyzete miatt fanyalodott. A taktika bevált, a közvélemény együtt érzett Monroe-val, és még több jegyet adtak el a filmjeire. A következő hónapban felkerült a Life magazin címlapjára. Ezek után rá is játszott új szexszimbólum-szerepére: az országos szépségverseny egyik műsorvezetőjeként eléggé sokat mutató ruhában jelent meg, egy interjújában pedig elmondta, hogy nem szokott fehérneműt hordani.

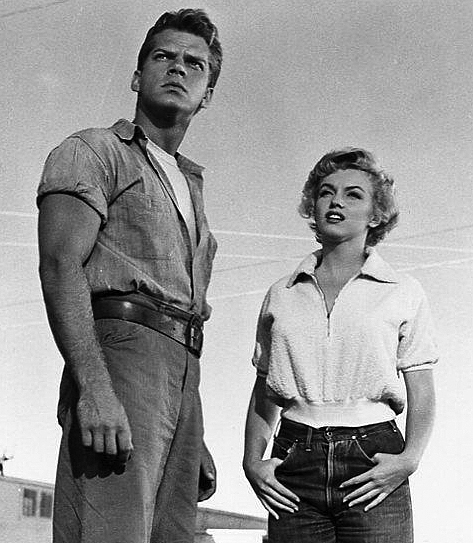
Keith Andesszel az Éjszakai összecsapás-ban

Bulvárszereplései mellett Monroe folytatta színészi karrierjét is, és két sikeres filmdrámában is szerepelt. Az első a Fritz Lang által rendezett Éjszakai összecsapás volt, amelyben egy halkonzervgyári munkást játszott (a hiteles alakítás érdekében kipróbálta, milyen egy konzervgyári dolgozó munkája). Alakítása pozitív kritikákat kapott. A második szerepe a Ne is kopogtass! thrillerben volt, amelyben egy zavarodott elméjű bébiszittert játszott. Ez a szereplése vegyes visszajelzéseket váltott ki; egyesek túl tapasztalatlannak tartották még egy ilyen nehéz szerepre, mások a forgatókönyvet okolták a film hibáiért.
Monroe másik három 1952-es filmben is megjelent, de ezek vígjátékok voltak, és drámai képességei helyett a szexepiljére volt szükség bennük. A Nem vagyunk házasok (amelyben egy szépségkirálynő-versenyen indult) esetében a forgatókönyvíró maga is bevallotta, hogy a szerep egyetlen értelme az volt, hogy „megmutathassák Marilynt két fürdőruhában”.  A Howard Hawks által rendezett Gyanús dologban Cary Grant oldalán egy titkárnőt alakított, aki egy „buta és gyerekes szöszi, akinek ártatlanságában fogalma sincs a bonyodalmakról, amit szexepilje okoz körülötte”. A harmadik film az O. Henry meséi volt, amelyben mellékszereplőként prostituáltat alakított.
Ekkoriban kezdett közismertté válni, hogy Monroe-val „problémás” együtt dolgozni, és ez a helyzet csak súlyosbodott, ahogyan egyre népszerűbb lett. Sokszor elkésett a forgatásokról, vagy egyáltalán nem is jelent meg, elfelejtette a szövegét, és többször is újravetette a jeleneteket, amíg nem volt teljesen elégedett az alakításával. Viselkedésének oka a perfekcionizmusának, önbizalomhiányának és lámpalázának kombinációja lehetett; nehezen viselte, hogy a jelenetek felvétele során szigorúan követnie kellett a forgatókönyvet, és nem lehetett olyan spontán, mint amikor fotózták. Szorongása és krónikus álmatlansága miatt barbiturátot, amfetamint kezdett szedni, vagy alkoholt ivott. A szerek csak fokozták a problémáit, bár csak 1956 után lett gyógyszerfüggő.

### A filmsztár (1953)

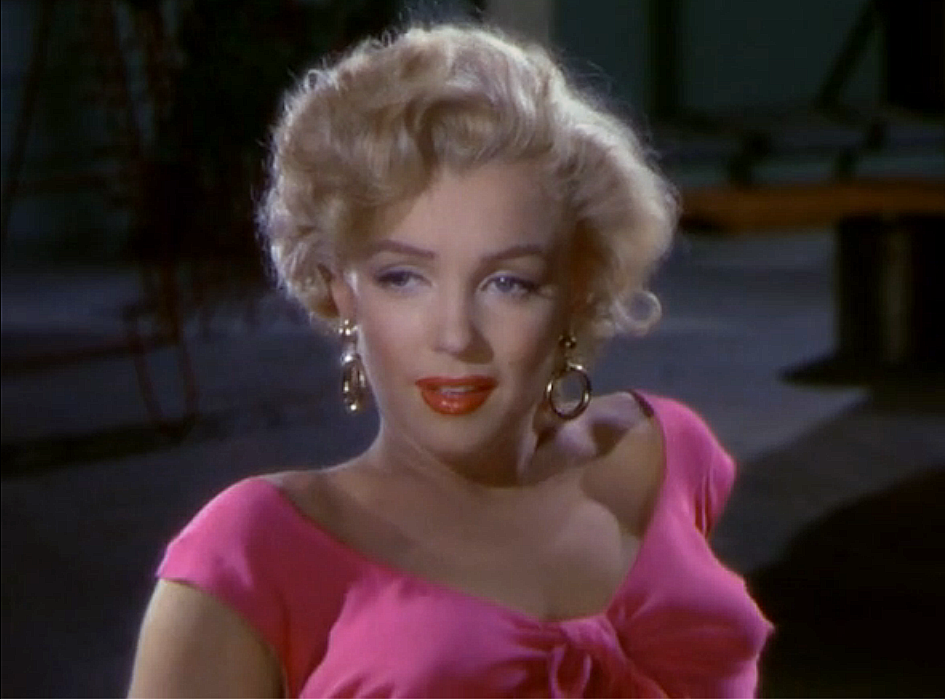
Marilyn Monroe a Niagara főszereplőjeként

1953-ra Monroe Hollywood egyik legjelentősebb szexszimbóluma lett, egyike azoknak a színészeknek, akik bevonzották a nézőket a mozikba. Ebben az évben három filmben szerepelt. Az első a Niagara című film noir volt, amelyben a férje meggyilkolását megszervező végzet asszonyát alakította. Egyik életrajzírója szerint ez volt az a film, amely legnyíltabban épített Monroe szexepiljére; egyes helyzetekben csak egy törülköző takarta, és az egyik híres jelenetben a kamera fél percig követte, ahogyan ringó csípővel elsétál: ez volt a filmtörténet addigi leghosszabb hasonló snittje. Januári bemutatásakor a nőszervezetek tiltakoztak a film erkölcstelensége miatt, de a nézők körében sikeres volt, és összesen hatmillió dollárnyi bevételt hozott. Szintén januárban a Photoplay díjkiosztóján elnyerte a leggyorsabban emelkedő csillag díját.

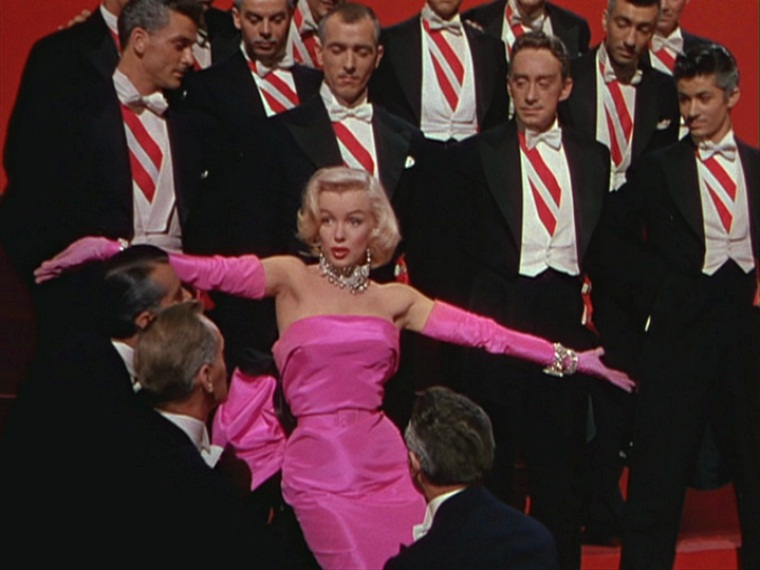
A gyémánt a lány legjobb barátja c. dal előadása közben a Szőkék előnyben zenés vígjátékban

Az év második Monroe-filmje a Szőkék előnyben zenés vígjáték volt. A korábban a Broadwayen már sikert aratott történetben két énekes-táncosnő gazdag férjet próbál szerezni. Az általa domborított „buta szöszi” szerepére eredetileg a 40-es évek szőke bombázóját, Betty Grable-t szemelték ki, de a szerepet végül az üstökösként emelkedő Marilyn Monroe kapta meg. A film reklámkampánya során ő és a másik táncosnőt alakító Jane Russell betonba nyomták láb- és kéznyomukat a híres Grauman's Kínai Mozi előtt. A film az év egyik nagy sikere lett, 5,3 millió dolláros bevétele duplája volt a bekerülési költségeknek. A kritikusok a színésznő énektehetségét is dicsérték a A gyémánt a lány legjobb barátja betétdal előadásában.

Marily Monroe, Betty Grable és Lauren Bacall a Hogyan fogjunk milliomost? című vígjátékban

1953 szeptemberében a Jack Benny Show-ban először szerepelt a televízióban. Novemberben bemutatták az évi harmadik filmjét, a Hogyan fogjunk milliomost?, amelyben az előző kasszasikerhez hasonlóan gazdag férjre vadászó naiv modellt játszott. A film az új CinemaScope szélesvásznú formátumot használta; ez volt a világon a második ilyen alkotás. A kritikusok ugyan fanyalogtak, de a közönség tódult a mozikba, és 8 milliós bevételével Monroe addigi legsikeresebb filmjévé vált.
1953 decemberében Hugh Hefner elindította a Playboyt amelynek címlapján Marilyn Monroe előző évi szépségversenyen készült képe volt látható; a középső oldalakra pedig az 1949-es meztelen naptárképei kerültek.

### Vita a 20th Century Fox-szal és második házassága (1954–55)

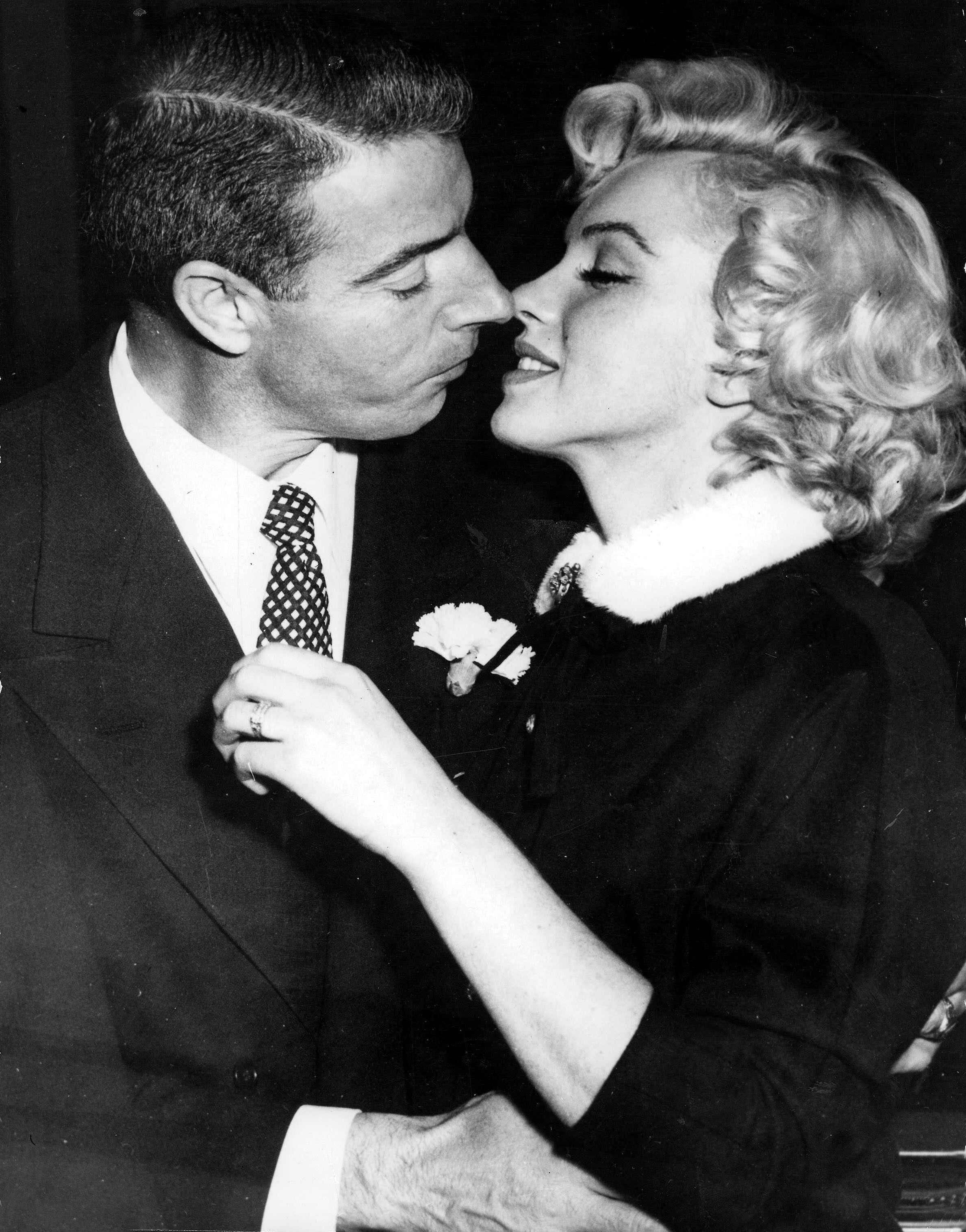
Marilyn Monroe és Joe DiMaggio, a házasságkötésük után

Monroe a Fox egyik legnagyobb sztárjává vált, ám 1950-ben kötött szerződésén nem változtattak, így jóval kevesebbet keresett, mint a hasonló kaliberű filmcsillagok, és nem választhatta meg, miben és kikkel szerepel együtt. Abból is elege lett, hogy beskatulyázták egy szerepbe, de a Fox elnöke, Darryl Zanuck (aki egyébként nem állhatta Monroet) megakadályozta, hogy musicaleken vagy vígjátékokon kívül másban is felléphessen; véleménye szerint a drámák kevesebbet jövedelmeztek. Monroe végül nem vállalta a következő zenés komédiában (The Girl in Pink Tights) való részvételt, amiért 1954 januárjában a stúdió felfüggesztette szerepléseit.
A felfüggesztés a lapok címlapjára került, és a sajtó érdeklődését csak fokozta, hogy Monroe röviddel később, január 14-én San Franciscóban házasságot kötött Joe DiMaggióval. A mézesheteket Japánban töltötték, ahol a férfinak elintézendő üzleti ügyei akadtak. Monroe onnan egyedül utazott tovább Koreába, ahol a filmjei betétdalaival lépett fel a koreai háborúban harcoló amerikai katonák előtt. Négy nap alatt mintegy hatvanezren látták. Miután visszatért Hollywoodba, 1954 márciusában újratárgyalta a szerződését a filmstúdióval, és elvállalta a Broadwayen már nagy sikert aratott Hétévi vágyakozás főszerepét, amiért százezer dolláros bónuszt kapott.
1954 áprilisában mutatták be A folyó, ahonnan nincs visszatérés című westernt, amelyben Monroe volt az egyik főszereplő, és amiről ő is úgy nyilatkozott, hogy „Z-kategóriás cowboyfilm, amelyben az alakítás másodlagos a látvány és a szélesvászon mellett”. A közönség azonban szerette. A Foxhoz való visszatérése után az első film, amelyben részt vett, a Páratlan biznisz a színházi biznisz című musical volt, ami a színésznőnek egyáltalán nem tetszett, de a stúdió ragaszkodott hozzá, cserébe a The Girl in Pink Tights-ban való szerepe felmondásáért. A musical megbukott, és a kritikusok Monroe alakítását vulgárisnak ítélték.

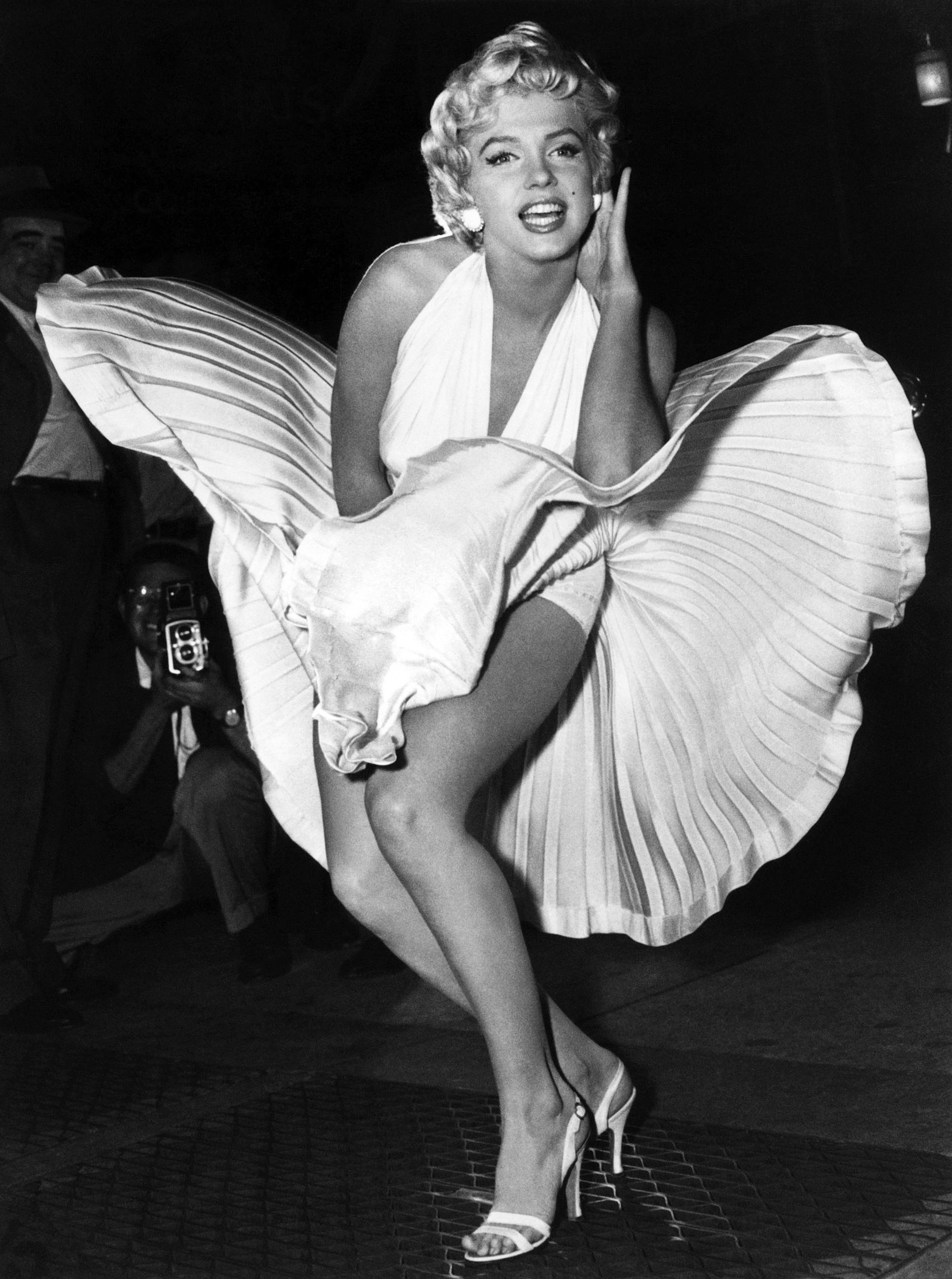
Fotósoknak pózolva a Hétévi vágyakozás forgatásán

Szeptemberben elkezdték a Hétévi vágyakozás forgatását, amelyben Monroe egy volt modellt alakított, aki egy életközepi válsággal küzdő szomszéd férfi vágyainak tárgya lesz. Ebben szerepelt az a jelenet (Monroe karrierjének legismertebbje), amikor a metró szellőzőrácsán álló fehér ruhás nő szoknyáját fellibbenti a szerelvény keltette huzat. A filmet Hollywoodban készítették, de ehhez a jelenethez New Yorkba utaztak. A forgatást közel kétezres tömeg figyelte.
A reklámkampányban is alaposan kihasznált jelenet véget vetett a DiMaggióval való, addig is sok problémával küzdő házasságának. A férfi kezdetektől fogva féltékenykedett és bele akart szólni Monroe döntéseibe; egyes életrajzírók szerint fizikailag is bántalmazta a feleségét. Házasságuk csak kilenc hónapig tartott, 1954 októberében Monroe elindította a válópert. A Hétévi vágyakozás a következő év júniusában került a mozikba és 4,5 milliót hozott, amivel az év egyik nagy sikerének számított.

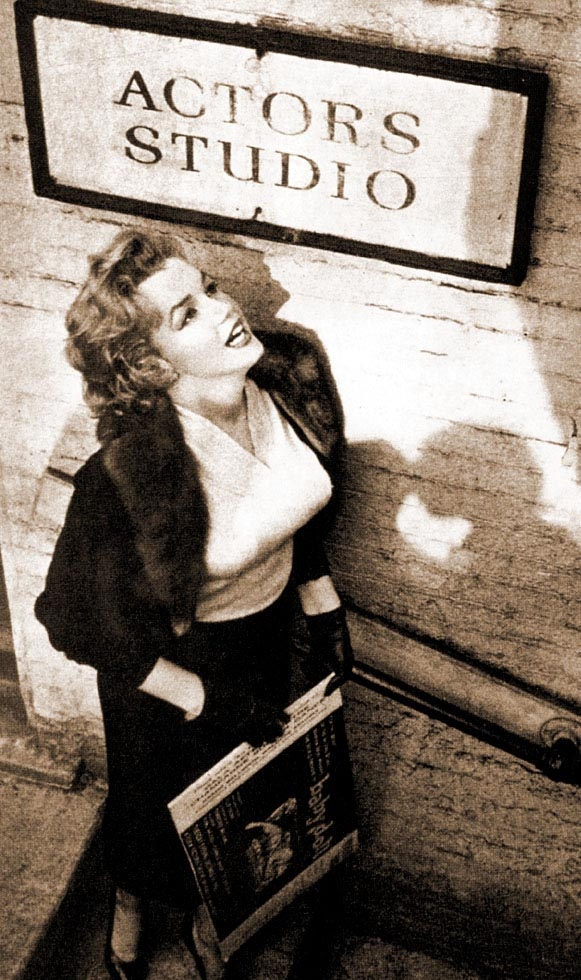
Monroe Lee Strasberg Actors Studiójában

1955 januárjában Monroe bejelentette, hogy Milton Greene fotóssal megalapított a saját produkciós irodáját, a Marilyn Monroe Productions-t (MMP). Greene-nel 1949-ben találkozott először, futó kalandjuk is volt, aztán 1953-ban a fotós fényképsorozatot készített róla a Look magazin számára. Amikor elpanaszolta neki gondjait a stúdióval (többek között az ígért százezer dolláros bónuszt sem fizették ki), Greene azt javasolta, hogy alapítson saját stúdiót. A bejelentés után egyéves jogi háborúskodás kezdődött a Fox-szal. A Hétévi vágyakozás forgatókönyvírója írt egy színdarabot (Will Success Spoil Rock Hunter?), amelyben kigúnyolta a színésznő függetlenségi törekvéseit: ebben a Jayne Mansfield által alakított, Marilyn Monroe-ra feltűnően hasonlító buta színésznő saját produkciós irodát alapít.
Az 1955-ös évet arra szánta, hogy elmélyítse színészi képességeit. New Yorkba költözött, órákat vett a neves színészoktatótól, Constance Colliertől és részt vett a Lee Strasberg által vezetett Actors Studio munkájában. Közel került Strasberghez és feleségéhez, Paulához: magánórákat vett tőlük, és hamarosan szinte már családtagként kezelték. Javaslatukra pszichoanalízisre is kezdett járni; Strasbergék úgy vélték, hogy a színésznek szembe kell nézni az érzelmi traumákkal és fel kell használnia azokat az előadás során.
A folyamatban lévő válóper ellenére folytatódott kapcsolata Joe DiMaggióval, de eközben Marlon Brandóval és az író-forgatókönyvíró Arthur Millerrel is randevúzott. Októberre befejeződött a válóper, és ekkorra Miller is elvált feleségétől, afférjuk pedig kezdett komolyra fordulni. A filmstúdió ellenezte a Millerrel folytatott viszonyt, mert az író ellen az FBI és a McCarthy-féle Amerika-ellenes tevékenységet vizsgáló bizottság kommunizmus gyanúja miatt vizsgálatot folytatott. Ezzel kapcsolatban az FBI Monroe-ról is nyitott egy aktát. A színésznő nem volt hajlandó véget vetni a kapcsolatnak, és a filmstúdió vezetőit „született gyáváknak” nevezte.
Az év végére sikerült megegyeznie a Fox-szal egy új, hétéves szerződésről. Saját cége képtelen lett volna finanszírozni egy filmet, és a stúdió is inkább szerette volna magához kötni a sztárt. A megegyezés értelmében a hét év alatt legalább négy filmben kellett szerepet vállalnia, mindegyikért százezer dollárt kapott, és jogában állt kiválasztania, hogy melyik alkotásban és milyen rendezővel akar játszani. Ezenkívül jogában állt a saját cégével is készíteni filmeket.

### Házassága Arthur Millerrel (1956–59)

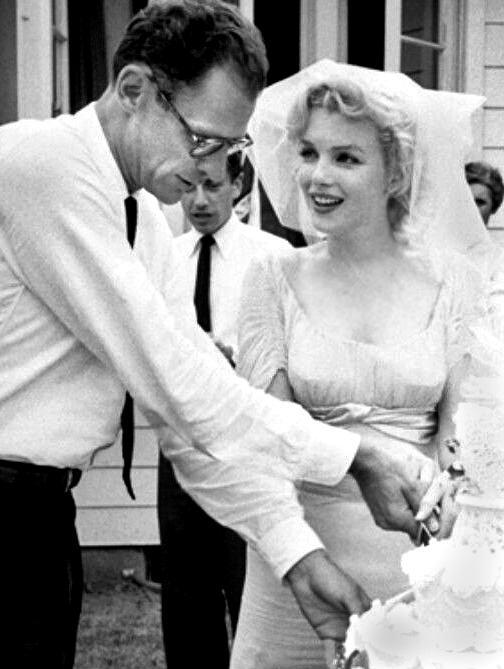
Marilyn Monroe és Arthur Miller az esküvőjükön

1956 első napjaiban Monroe bejelentette győzelmét a Fox-szal szemben, és a stúdióval való szembeszállását addig kigúnyoló sajtó is a pártjára állt; a Time magazin pl. „okos üzletasszonynak” nevezte. Márciusban hivatalosan is Marilyn Monroe-ra változtatta a nevét. Június 29-én a New York állambeli White Plains-ben házasságot kötött Arthur Millerrel. Két nappal később New Yorkban zsidó szertartás szerint is megtörtént az esküvő. A házasság során Monroe felvette a zsidó vallást; emiatt Egyiptom valamennyi filmjének vetítését betiltotta. Monroe csak azért váltott vallást, hogy teljesen Miller családjához tartozhasson; saját magát „zsidó ateistának” nevezte, és válása után nem gyakorolta a judaizmust. 1961-es válásuk után az egyiptomi tilalmat is feloldották. A sajtó furcsállta a szerintük össze nem illő intellektuel és a szexszimbólum filmsztár házasságát; a Variety magazin ezzel a címlappal jelent meg: A tojásfej feleségül veszi a homokórát.

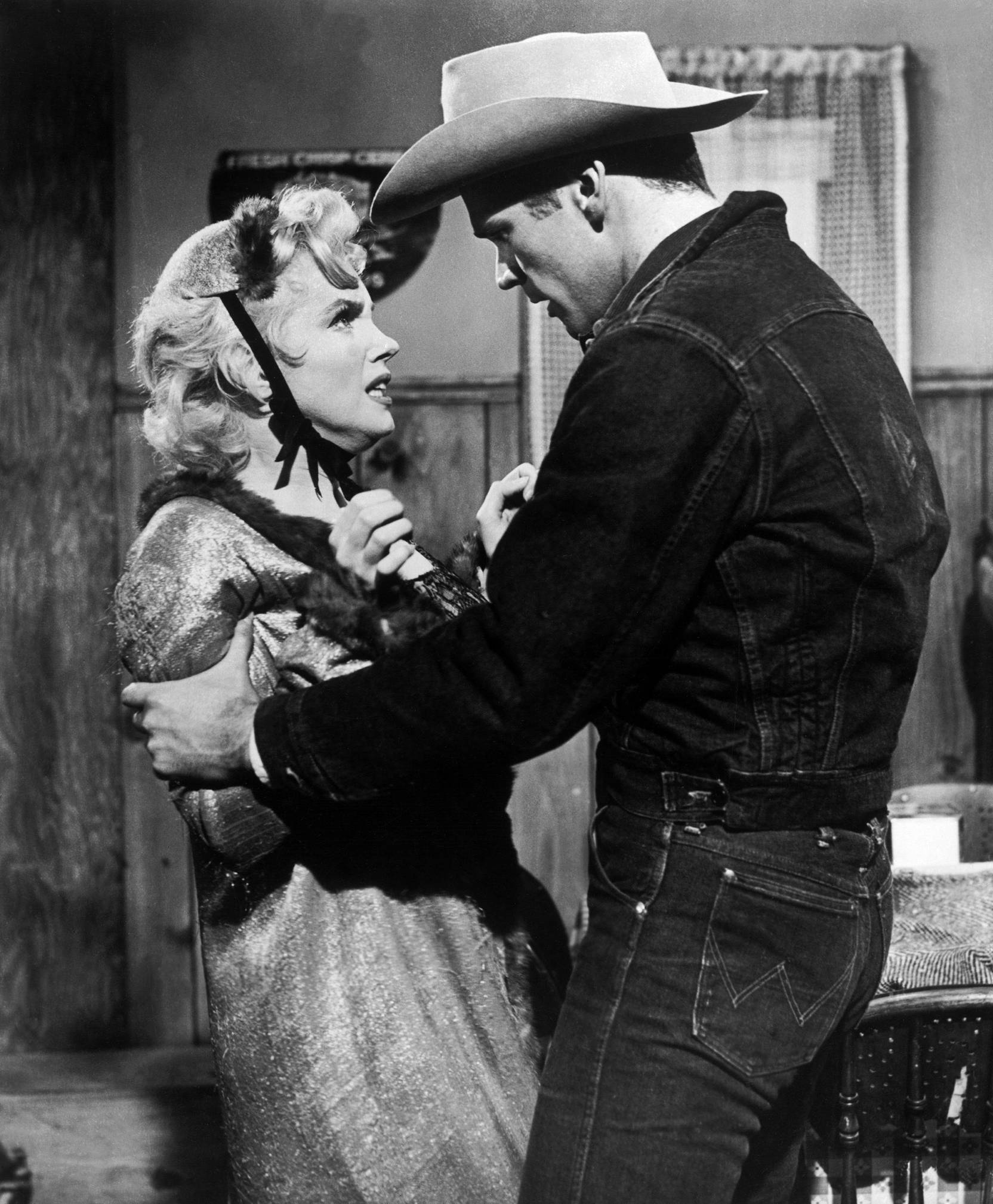
Monroe a Buszmegálló című 1956-os filmdrámában

Az új szerződés értelmében Monroe kiválaszthatta a filmjeit, s az első a Buszmegálló című dráma volt, amelyet 1956 augusztusában mutattak be. Ebben egy vidéki énekesnőt alakított, aki sztárrá szeretne válni, de álmai megvalósításában akadályozza egy szerelmes cowboy. A szerep kedvéért megtanulta az ozarki dialektust, a filmben szándékosan középszerűen énekelt, és hiányoztak az addigi szerepeiben megszokott divatos kosztümök és feltűnő sminkek. A rendező, Joshua Logan eleinte kételkedett abban, hogy Monroe rendelkezik a karakter eljátszásához szükséges képességekkel és ismerte hírhedt munkamódszereit is, de végül jól megtanultak együtt dolgozni. Logan véleménye megváltozott Monroeról, később azt nyilatkozta, hogy a színésznő úgy tudja vegyíteni a komédiát és tragédiát, akár Charlie Chaplin. A film sikeresnek bizonyult, a kritikusok is szerették, és 4,25 millió dolláros bevételt produkált. Az egyik kritikus így írt: „mindenki kapaszkodjon meg a karfában és készüljön fel a meglepetésre. Marilyn Monroe végre bebizonyította, hogy tényleg színésznő.” Alakításáért legjobb női szerepért adott Golden Globe-díjra jelölték.

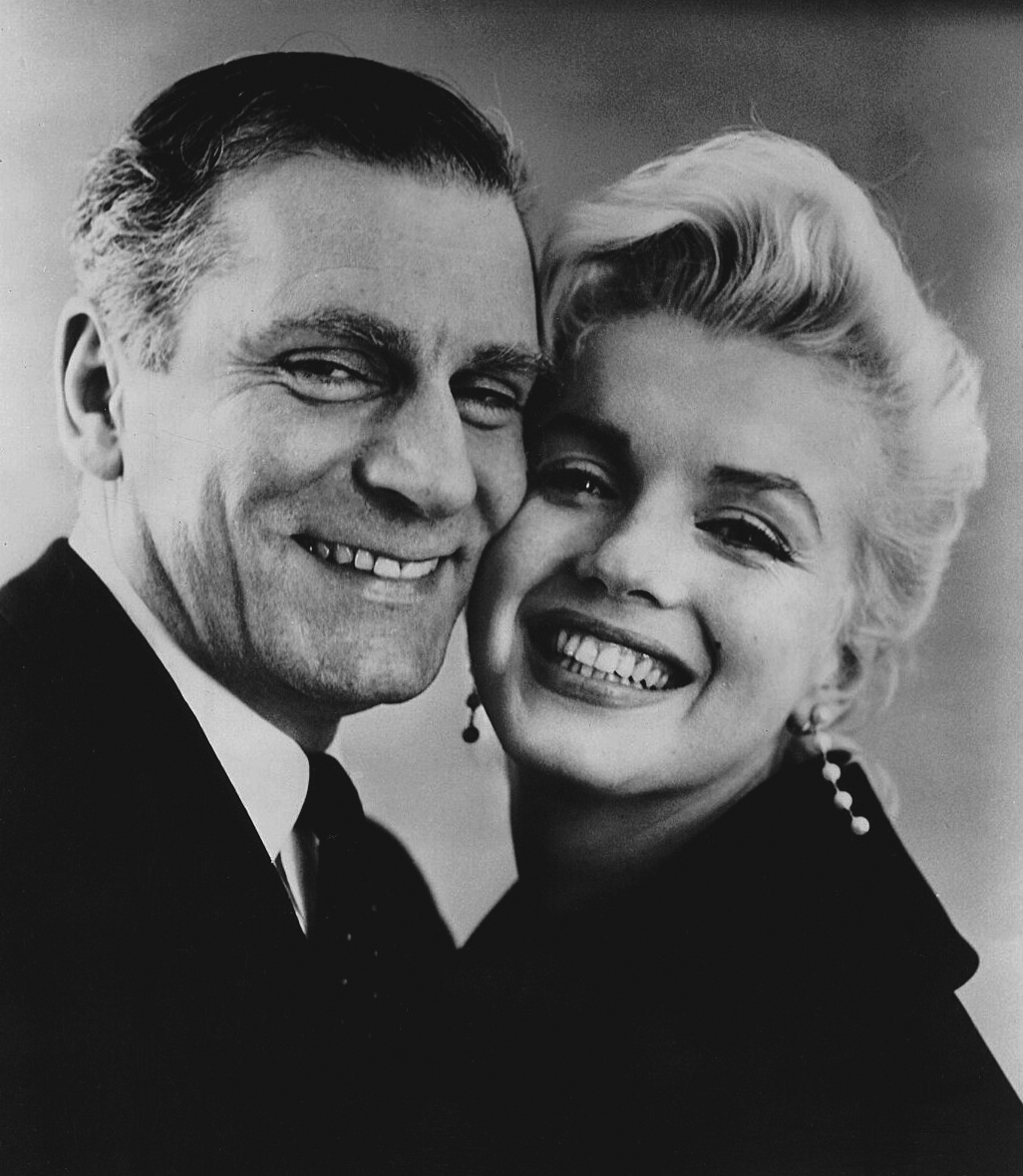
Marilyn Monroe és Laurence Olivier A herceg és a színésznő forgatásának bejelentésekor

1956 augusztusában Monroe Angliában elkezdte az MMP első független produkciójának, A herceg és a színésznő forgatását. A történet Terence Rattigan The Sleeping Prince színdarabján alapult, amelyben a főszerepeket Laurence Olivier és Vivien Leigh játszotta. Olivier maga rendezte a filmváltozatot, ő játszotta a férfi főszerepet és ő volt a társproducer is. A forgatást megnehezítette Olivier lekezelő magatartása Monroe-val szemben („Nem kell mást tenned, csak legyél szexi”) és hogy elvárta tőle, hogy ugyanúgy játssza a szerepet, mint Leigh. Monroe cserébe kezdett elkésni a forgatásról és nem volt együttműködő a rendezővel. Ahogyan később mondta: „ha nem tiszteled a művészeidet, nem tudnak jól dolgozni”. Sok gyógyszert szedett, és életrajzírója szerint a forgatás során terhes lett és elvetélt. Az MMP vezetésével kapcsolatban is vitái voltak Greene-nel, aki nem akarta, hogy Miller is csatlakozzon a céghez. A nehézségek ellenére a film 1956 végére időben elkészült. 1958 júniusában került a mozikba, a kritikusok eléggé vegyesen reagáltak rá, Amerikában pedig kevesen vettek rá jegyet. Európai fogadtatása kedvezőbbnek bizonyult: Monroe megkapta érte az olasz David di Donatello-díjat és a francia César-díjat, valamint a brit BAFTA-díjra is jelölték.
Hazatérése után Monroe másfél éves szabadságot vett ki, hogy a magánéletére koncentrálhasson. Ő és férje ideje egy részét New York-i lakásukban, valamint connecticuti, 18. században épült farmházukban töltötték. 1957 közepén teherbe esett, de méhenkívüli terhesség volt, ezért abortálni kellett. Egy évvel később ismét elvetélt. Nőgyógyászati problémáinak (a fentieken kívül erős menstruációs fájdalmaktól is szenvedett) elsődleges oka endometriózis volt. Egyes (bizonyítatlan) feltételezések szerint pályája korábbi szakaszában több abortusza is volt, és ezek miatt volt később képtelen gyerek kihordására. Halála utáni boncolási jegyzőkönyve nem említi abortuszok nyomait. Ebben az időszakban kis időt kórházban töltött, mert túl nagy adag barbiturátot vett be. Mivel nem tudott megegyezni Greene-nel (akit sikkasztással is gyanúsított), megvásárolta részét az MMP-ben.

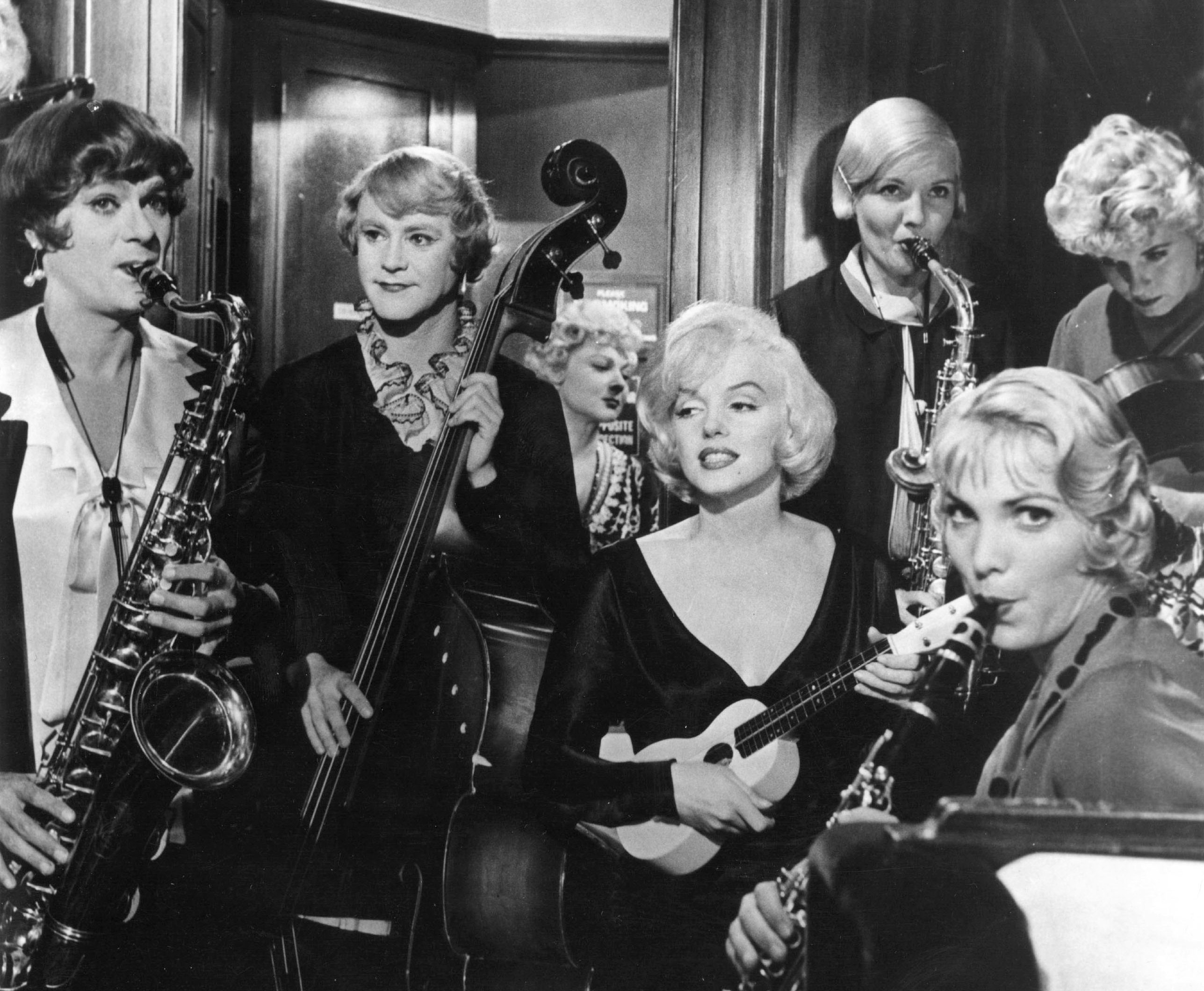
Monroe, Tony Curtis és Jack Lemmon a Van, aki forrón szereti-ben

Monroe 1958 júliusában visszatért Hollywoodba, hogy Jack Lemmon és Tony Curtis társaságában megkezdje a Van, aki forrón szereti (1959) című vígjáték forgatását. Bár „buta szőke”-szerep volt, Miller biztatására, és mert a stúdió a szokásos tiszteletdíjon felül tíz százalékot ajánlott a nyereségből, végül elfogadta a felkérést. A forgatás „legendásan” problémás volt. Monroe esetenként több tucatszor újravetette a jeleneteket, képtelen volt megtanulni a szövegét vagy a rendezői utasításoknak megfelelően játszani. Curtis egyszer úgy nyilatkozott, hogy az állandó ismétlések miatt a végén olyan volt, mintha Hitlerrel csókolózna. Monroe süllyedő hajóhoz hasonlította a forgatást. Sok esetben változtatni akart a jeleneteken, amit a rendező, a szintén „nehéz ember” hírében álló Billy Wilder nehezen tűrt, és a színésznő állítólag sokszor szándékosan rontott, hogy a végén az ő verziója legyen véglegesítve. Mindezek ellenére a film időben elkészült, és 1959 márciusában vetíteni kezdték. Mind a kritikusoknak, mind a közönségnek tetszett. Monroe a legjobb színésznőnek járó Golden Globe-díjat kapott a filmben nyújtott alakításáért. A mű az Amerikai és a Brit Filmintézetek minden idők legjobb filmjeinek listáján előkelő helyen szerepel.

### A hanyatlás (1960–62)

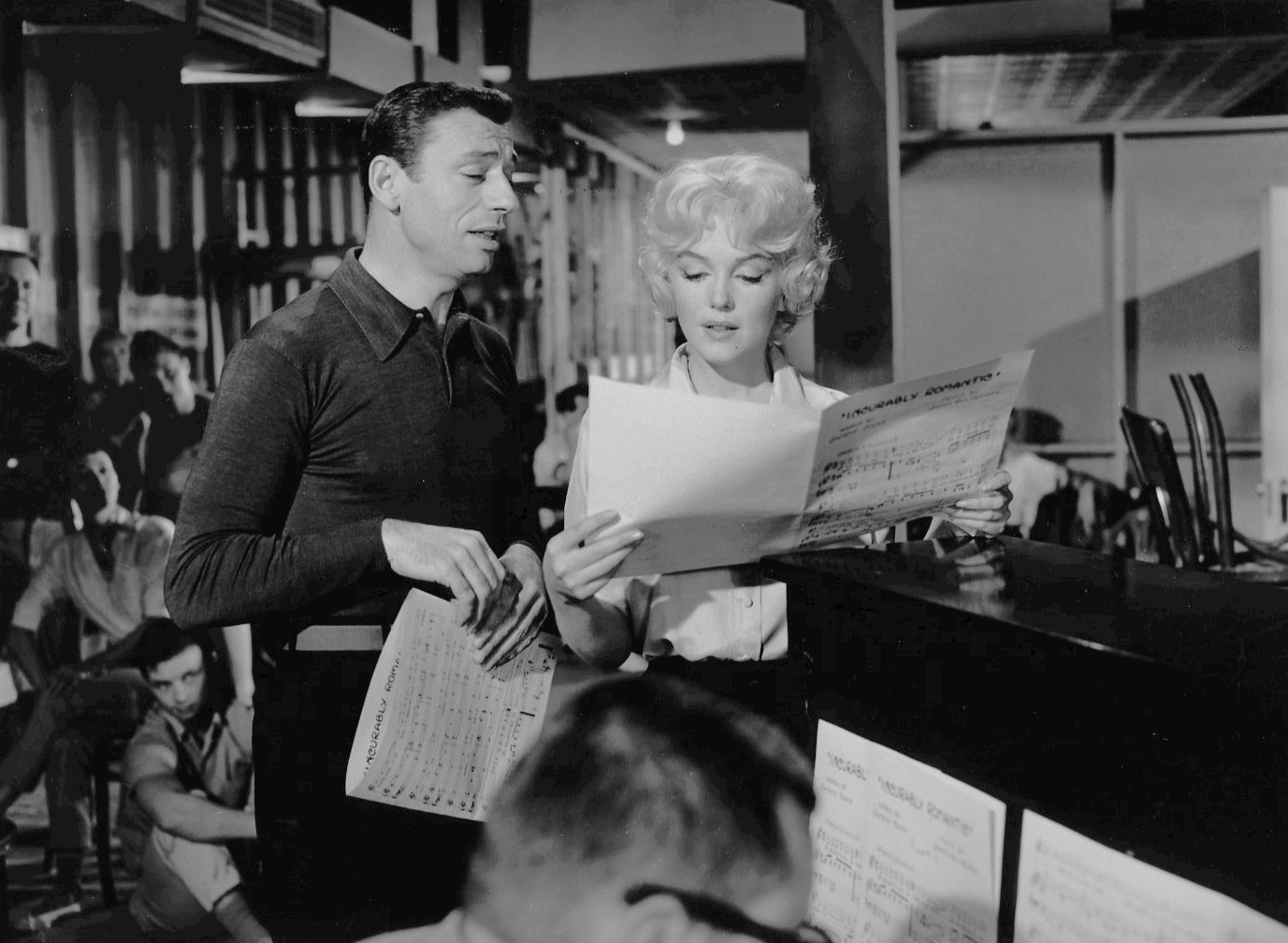
Monroe és Yves Montand a Szeressünk! zenés vígjátékban

A Van, aki forrón szereti után Monroe újabb, 1959 végéig tartó szabadságot vett ki. Visszatérése után a Szeressünk! zenés vígjátékban vállalt főszerepet; a forgatókönyv nem tetszett neki, de lemaradásban volt a szerződésében vállalt négy filmhez képest. Ő választotta a rendezőt, George Cukort, és több részt is átírt a forgatókönyvben. A forgatás elhúzódott, mert Monroe gyakran hiányzott a felvételeknél. A sajtóban sokat szellőztetett viszonyt kezdett a másik főszereplővel, Yves Montand-nal. A film 1960 szeptemberében jött ki, és nem aratott sikert. Egy kritikus szerint „meglehetősen gondozatlan” volt a külseje, és „hiányzott belőle a régi Monroe-féle dinamizmus”.
Monroe utolsó elkészült filmje a John Huston által rendezett Kallódó emberek volt, amelynek forgatókönyvét Miller az ő számára írta. Ebben egy elvált nőt alakított, aki három idősödő cowboyjal (Clark Gable, Eli Wallach és Montgomery Clift) kerül barátságba. A forgatásra 1960 július–novemberében került sor, és szokás szerint itt is gondok merültek fel. Monroe és Miller négyéves házassága ekkorra gyakorlatilag véget ért, és a férfi is új kapcsolatba kezdett. Monroe-nak nem tetszett, hogy a szerepébe túl sok került bele a valódi életéből, valamint az, hogy Miller rendszeresen átírta a szövegeket a felvétel előtti éjszakán. Gondjai voltak az egészségével is; fájdalmai voltak az epekövei miatt, és gyógyszerfüggősége odáig fajult, hogy a sminkje felhelyezése alatt is kábult állapotban volt a barbiturátoktól. Augusztusban egy hétre le kellett állniuk, mert Monroe-t egy Los Angeles-i kórházba szállították detoxifikációra.

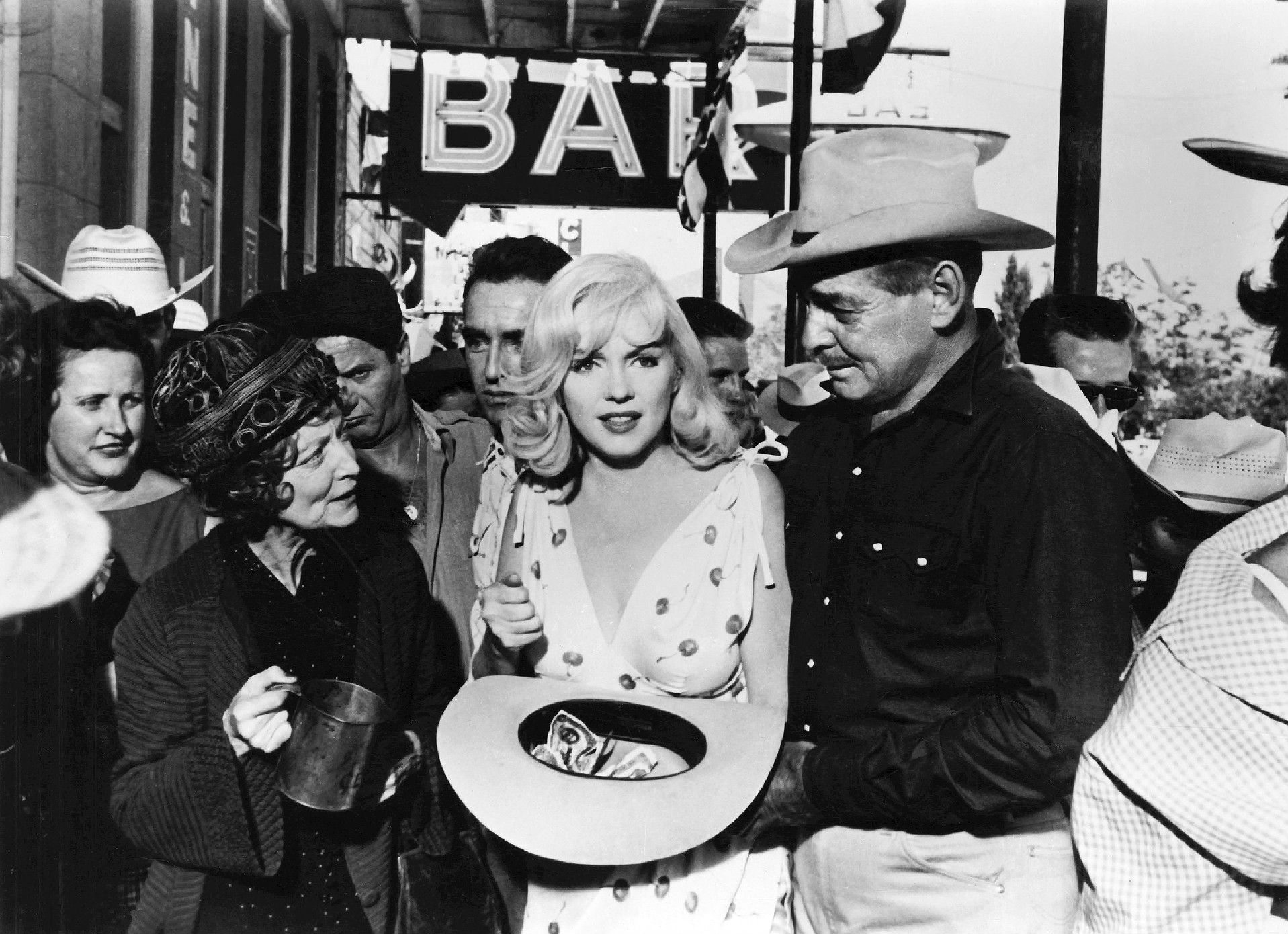
Marilyn Monroe, Clark Gable, Montgomery Clift, Eli Wallach és Estelle Winwood a Kallódó emberekben. Ez volt Monroe és Gable utolsó befejezett filmje

A forgatás után, 1961 januárjában Mexikóban (ahol a formaságokat gyorsan el lehetett intézni) elváltak. A The Misfits a következő hónapban került a mozikba, de megbukott. A kritikusok szerint Monroe arckifejezése „teljesen üres és kifürkészhetetlen” és „a film szerkezete szerencsétlen módon teljesen tőle függ”.
Ezután egy tévéjátékban (az NBC által képernyőre adaptált Maugham-novella, a Rain) lett volna főszereplő, de a tévécsatorna nem fogadta el az általa választott rendezőt, így a szerep kútba esett. Munka helyett az év első felében egészségi problémáinak szentelte idejét. Megműtötték endometriózisa miatt, és kivették az epehólyagját is. Négy hétig kórházban kezelték a depresszióját. Egy rövid időre tévedésből a súlyos pszichotikus esetek számára fenntartott osztályra és gumifalú szobába is került. Innen Joe DiMaggio (akivel felújította barátságát) segítségével került ki, és utána három hetet egy másik klinikán töltött. 1961 tavaszán, miután hat évet a keleti parton töltött, visszaköltözött Kaliforniába. Pár hónapig Frank Sinatrával randevúzott, 1962 elején pedig vett egy házat Los Angeles Brentwood negyedében.

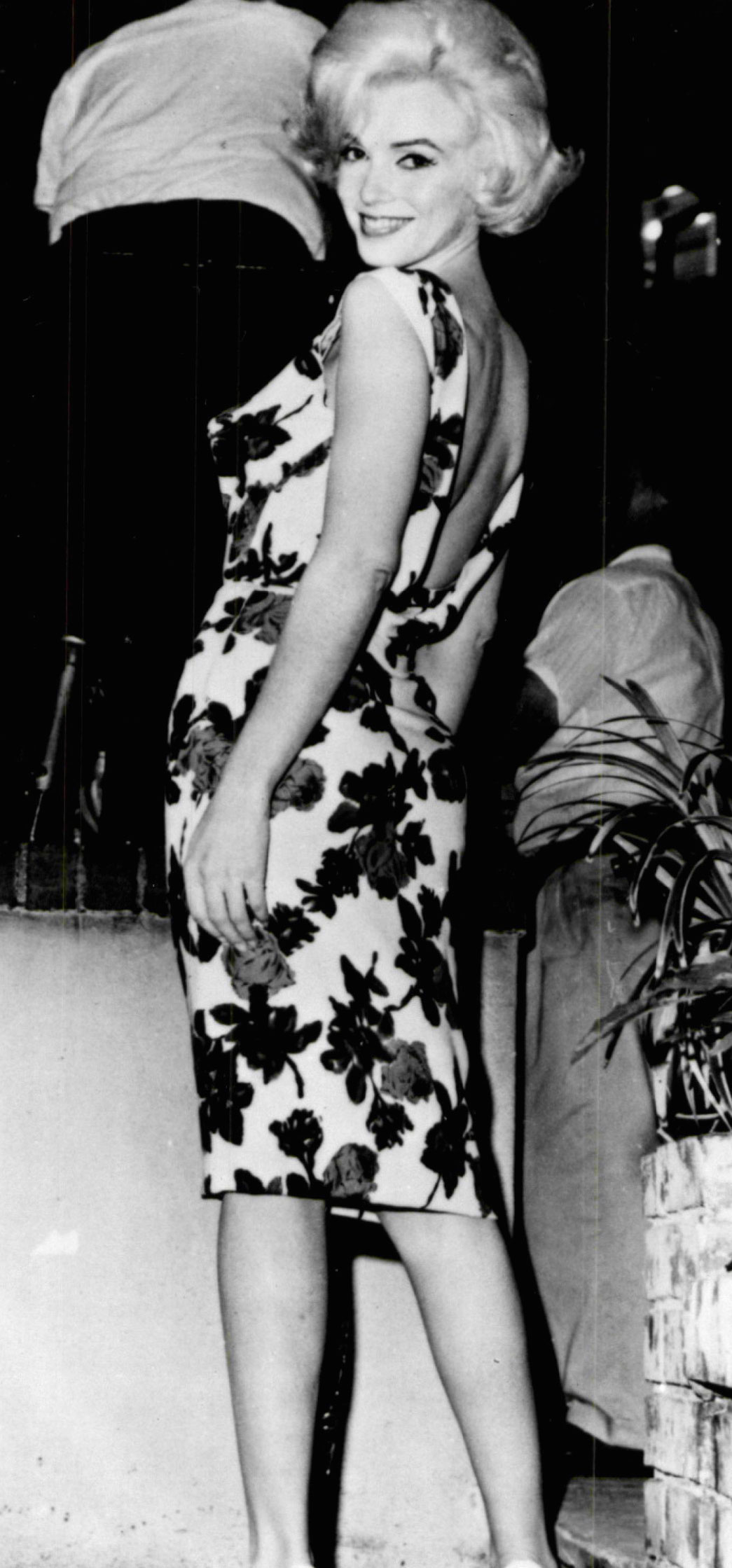
Monroe a Valamit adni kell forgatásán

A nyilvánosság elé 1962 tavaszán került vissza. A Golden Globe díjkiosztón Henrietta-díjat kapott, és elkezdték egy újabb Fox-film, a Valamit adni kell forgatását. A produkcióban az MMP is részt vett, rendezője George Cukor volt. Pár nappal a forgatás megkezdése előtt Monroe arcüreggyulladást kapott, és a következő hat hétben túl beteg volt a munkához. A stúdió próbált nyomást gyakorolni rá, hogy kezdje el a felvételeket, és nyilvánosan megvádolták, hogy szimulál.
Május 19-én részt vett John Fitzgerald Kennedy elnök New York-i születésnapi ünnepségén, és elénekelte az üdvözlődalt (Boldog születésnapot, elnök úr!). Feltűnést keltett hegyikristályokkal díszített, testhez tapadó, bézs ruhájában, amelyben olyan volt, mintha meztelen lenne. Monroe és Kennedy régi barátok voltak, és bár lefeküdtek egymással, nincs rá bizonyíték, hogy kapcsolatuk valaha komoly lett volna. New York-i útja miatt a filmstúdió még inkább gyanakodott, hogy szimulálja betegségét.
A Valamit adni kell egyik jelenetében Monroe meztelenül úszott egy medencében. Az erről készült fotók megjelentek a Life magazinban: ez volt az első eset, hogy egy befutott nagy sztárról, karrierje csúcsán meztelen kép jelent meg. Amikor ezután a színésznő ismét beteget jelentett, a stúdió úgy döntött, hogy nem vállalja az elhúzódás költségeit: június 7-én szerződést bontottak vele és 750 ezer dollárt követeltek tőle kártérítésként. Helyére Lee Remicket vették fel, de miután a rendező nem volt hajlandó mással dolgozni, őt is beperelték, majd az egész produkciót leállították.
A Fox Monroe-t hibáztatta a fiaskóért, és azt is híresztelni kezdték, hogy elmebeteg lett. Hamarosan azonban megbánták a nyers döntést, és tárgyalásokat kezdeményeztek vele egy új szerződésről. Az imázsát ért támadások elhárítása miatt Monroe is sokat szerepelt, interjút adott a Life-nak és a Cosmopolitan-nek, és először állt modellt a Vogue számára. Utóbbi során két sorozatot készítettek, standard divatfotókat és egy sorozat aktképet.

### Halála

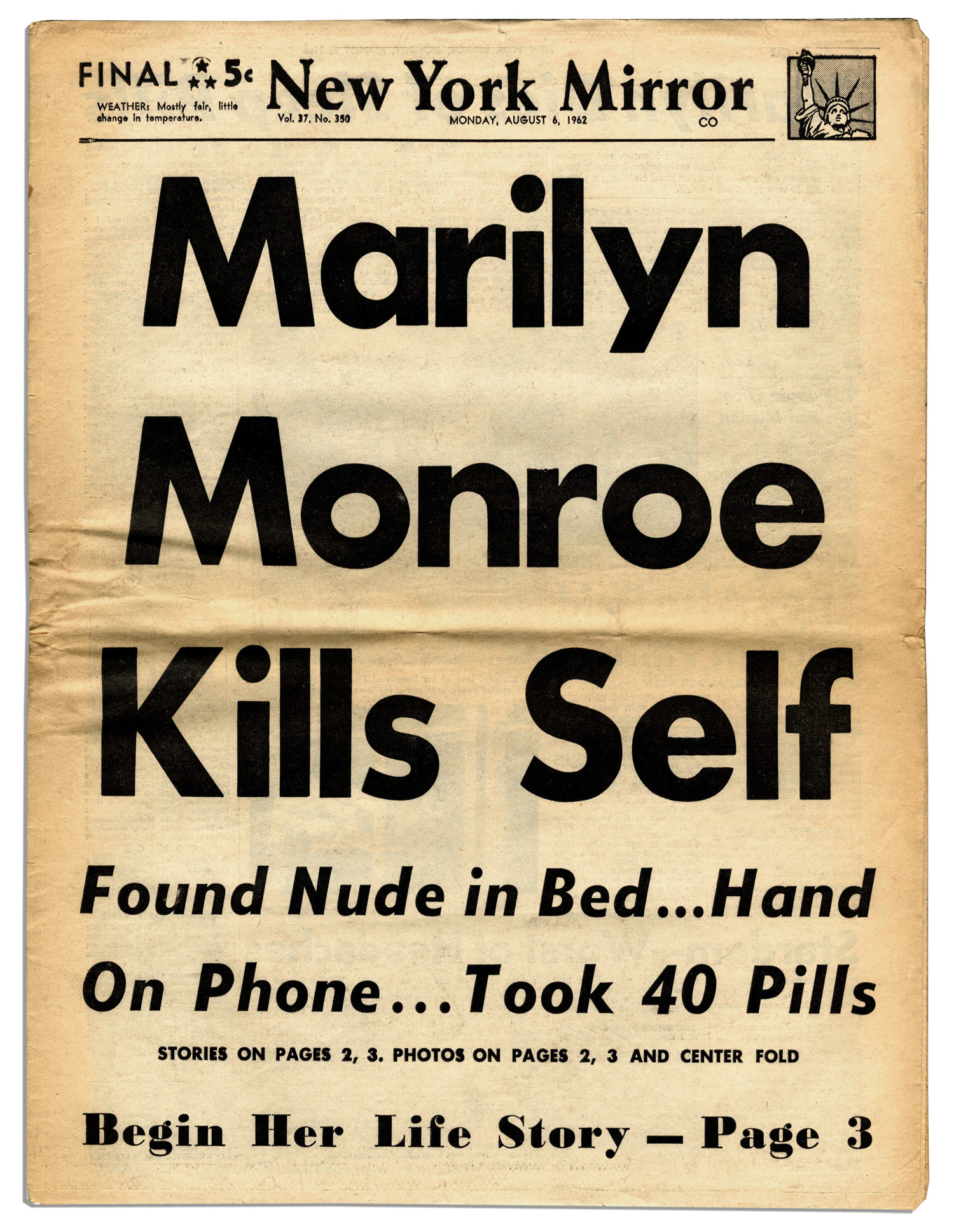
„Marilyn Monroe megölte magát” (a New York Daily Mirror címlapja)

1962. augusztus 5-én kora hajnalban Marilyn Monroe-t pszichiátere, Ralph Greenson holtan találta brentwoodi házában. Greensont a házvezetőnő hívta oda, aki bent aludt, és hajnali háromkor arra ébredt, hogy „valami nem stimmel”: Monroe hálószobájának bezárt ajtaja alól fény szűrődött ki és nem válaszolt a kopogásra. A színésznő halálát hivatalosan sürgősen odahívott orvosa, Hyman Engelberg állapította meg 3:50-kor.
Az orvosi vizsgálat megállapította, hogy Monroe előző este 8:30 és 10:30 között halt meg. A toxikológiai vizsgálat szerint a halál oka barbiturát-túladagolás volt. Vérében a halálos dózis többszörösének megfelelő klorálhidrátot és pentobarbitált találtak; az üres dobozok (Nembutal) az ágya mellett hevertek. A véletlen túladagolás lehetősége emiatt kizárható volt, és öngyilkosságot állapítottak meg. Orvosai szerint erős szorongás és gyakori depresszió gyötörte, hangulata sokszor hirtelen és váratlanul ingadozott, és már korábban is előfordult, hogy – véletlenül vagy szándékosan – túladagolta magát.
Marilyn Monroe váratlan halála az egész világon a címlapokra került. Állítólag halála után a Los Angeles-i öngyilkosságok száma megduplázódott. Jean Cocteau azt nyilatkozta, hogy Monroe halála „szörnyű leckeként szolgálhat azoknak, akiknek az a fő foglalkozásuk, hogy kilessék és zaklassák a filmsztárokat”. Temetésére augusztus 8-án került sor a Westwood Village Memorial Parkban. A ceremónián csak legközelebbi barátai vettek részt, de a temető körül több száz fős tömeg gyűlt össze. Testét később áthelyezték a temető Emlékfolyosójának (Corridor of Memories) 24. kriptájába.
Az elkövetkező évtizedekben több összeesküvés-elmélet is napvilágot látott Monroe halálával kapcsolatban. Voltak, akik gyilkosságot, mások véletlen túladagolást gyanítottak. A gyilkosság lehetőségét először Norman Mailer vetette fel az 1973-ban megjelent Marilyn: A Biography című könyvében. 1982-ben a Los Angeles-i kerületi ügyész is vizsgálatot rendelt az ügyben, de nem találtak bűncselekményre utaló jelet, s az elméletet azóta több másik nyomozással, illetve tudományos kísérletekkel cáfolták.

## A Marilyn Monroe-jelenség

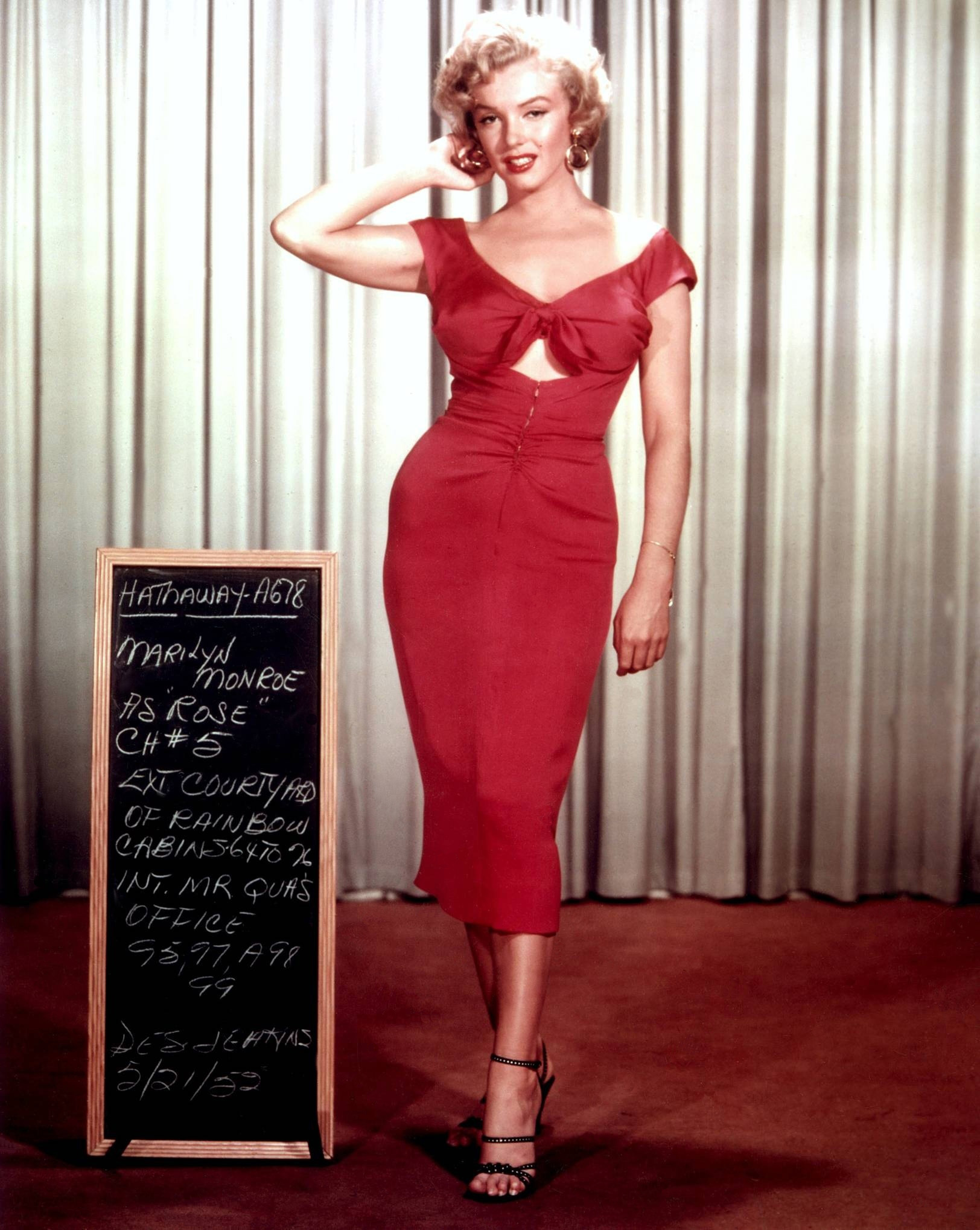
Marilyn Monroe 1952-ben, a Niagara forgatásakor

Feltörekvő sztár korában a 20th Century Fox olyan imázst akart teremteni Monroe-nak, amivel a 40-es évek szőke bombázójának, Betty Grable-nek a helyére léphet. Az 1940-es években, a háború alatt, a mozikat inkább nők látogatták, ezért a filmcsillagok az ő ízlésüket tükrözték, Katharine Hepburn és Barbara Stanwyck az okos és kitartó nő képét építette fel. A 40-es évek végén és az 50-es években a filmstúdiók a férfiakat is be akarták csalogatni a mozikba, és a női sztárok imázsát ennek megfelelően alakították. Monroe a kezdetektől részt vett a saját imázsa építésében, ápolta barátságát a vezető bulvárújságírókkal, és beleszólt fényképei felhasználásába. Grable mellett sokszor hasonlították a 30-as évek híres szőkeségéhez, Jean Harlowhoz. Az összehasonlítást maga Monroe is kultiválta, akinek Harlow gyerekkori példaképe volt; még az ő fodrászát is megkereste, hogy ő fesse be a haját.
Filmbeli alakításai szőke hajára és az ahhoz kapcsolódó népszerű sztereotípiákra koncentráltak: a butaságra, naivitásra, könnyen kaphatóságra. Filmjeiben gyakran gyerekes hangon beszélt, interjúiban pedig igyekezett azt a benyomást kelteni, hogy amit mond, az ártatlan és kiszámítatlan. A karrierjét pin-up girlként kezdő Monroe filmsztárként is egyik legfontosabb jellegzetességének tartotta karcsú derekú és széles csípőjű alakját. A jelenetekben úgy állították be, hogy alakjának körvonalai jól láthatóak legyenek, sajtófotóin pin-up modellként pózolt, és kialakított egy jellegzetes, kihívó, csípőringató járásmódot.

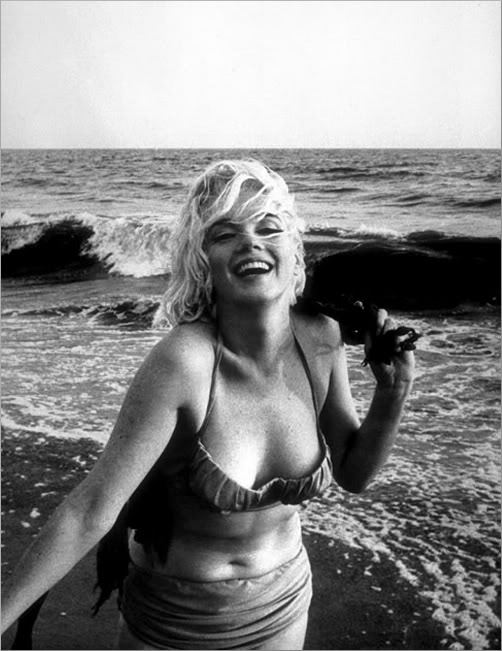
Monroe a halála évében (1962)

Gondosan válogatta a ruháit is. Gyakran viselt fehéret, hogy kihangsúlyozza a szőkeségét, és ruhái jellemzően alakhoz simulóak és sokat megmutatóak voltak. Nyilvánosság előtti megjelenései sokszor ruházata erotikusságáról szóltak, és feltehetően azt is előre eltervezték, mikor egy sajtótájékoztatón elszakadt ruhája vállpántja.
Sajtóban megjelenő életrajzaiban Monroe maga volt az „amerikai álom”: az árvaházi, sanyarú sorsú kisgyerek, aki Hollywood első számú sztárjává emelkedik. Gyerekkori megpróbáltatásait gyakran eltúlozták, és voltak olyan történetek, melyeket a filmstúdiók PR-szakemberei találtak ki.
Az általa alakított „buta, de szexi szöszi” figura miatt a nagyközönség és a kritikusok őt is ilyennek hitték; ez karrierje későbbi szakaszában, amikor más szerepeket is szeretett volna eljátszani, komoly hátrányt jelentett a számára. Egyik életrajzírója ezt írta róla: „A legnagyobb tévhit, hogy buta volt. A második, hogy törékeny. A harmadik pedig, hogy nem tudott színészkedni. Messze volt attól, hogy buta legyen, bár nem kapott formális oktatást, és erre nagyon érzékeny volt. De valójában nagyon is okos volt – és nagyon kemény. Kellett is, hogy legyen mindkettő, hogy ha le akarta győzni az 50-es évek stúdiórendszerét”.
Az általa kialakított imázs népszerűségének kiaknázására a 20th Century Fox több, hozzá hasonló színésznőt (Jayne Mansfield, Sheree North) is beválogatott a filmekbe. A többi stúdiónak is megvoltak a maguk Monroe-i: a Universal Picturesnek Mamie Van Doren, a Columbia Picturesnek Kim Novak, a Rank Organisationnek pedig Diana Dors.

## Emlékezete

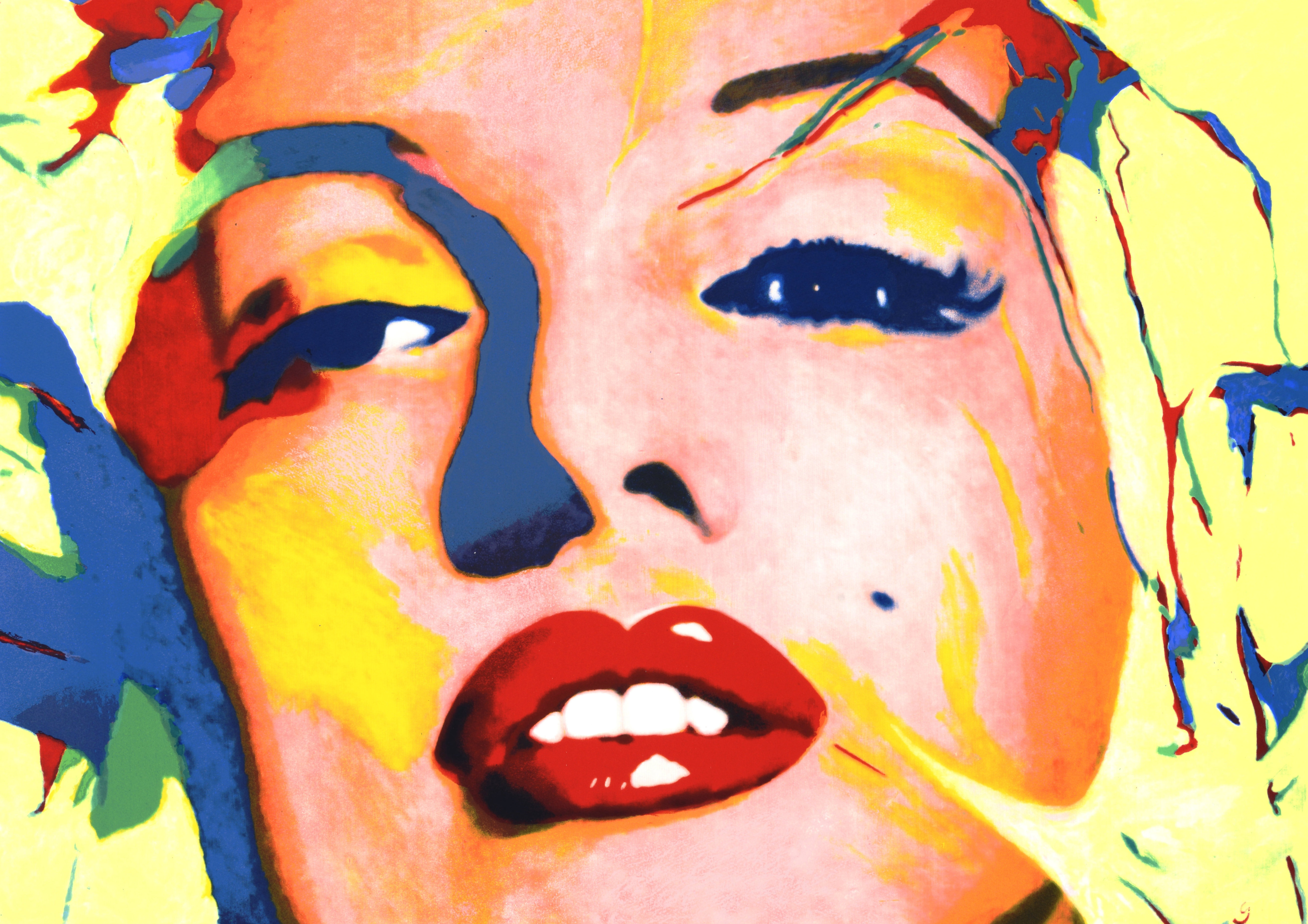
James Gill: MM a tömegikonológia kritikája (2013)

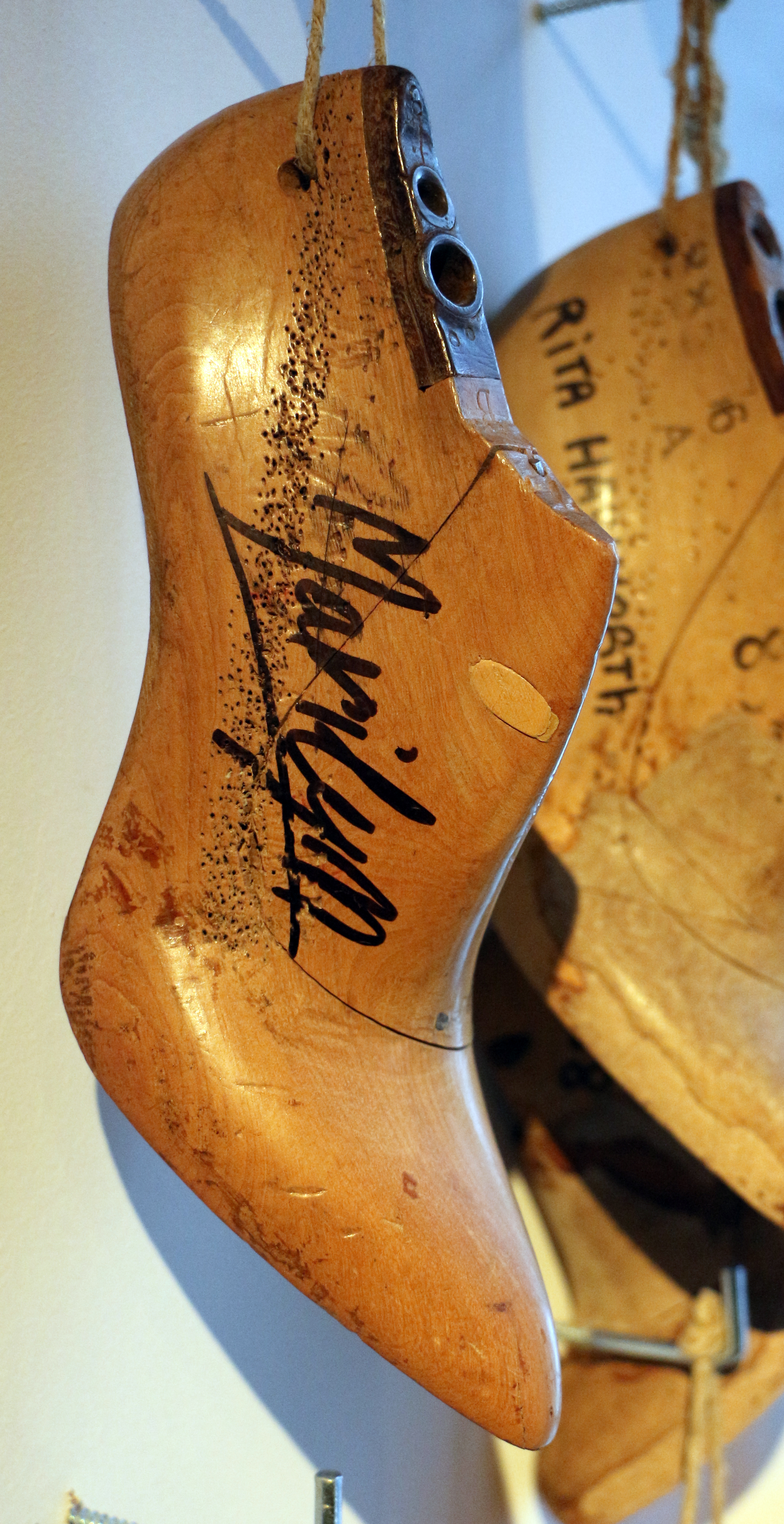
Marilyn Monroe kaptafája a múzeumban

Marilyn Monroe az amerikai popkultúra ikonikus alakja, olyan, akivel legfeljebb Elvis Presley vagy Mickey egér mérkőzhet. Gail Levin művészettörténész szerint ő volt a 20. század legtöbbet fényképezett személyisége. Az Amerikai Filmintézet listáján Monroe az amerikai filmtörténet hatodik legnagyobb női filmlegendája. A Smithsonian Intézet beválogatta „Minden idők száz legfontosabb amerikaija” közé. Életéről több száz könyvet, valamint filmeket, színdarabokat, dalokat írtak. Olyan művészeket is megihletett, mint Andy Warhol vagy Madonna.
Évtizedeken át megmaradó ismertsége is népszerűsége élete kettősségének is köszönhető. Egyrészről továbbra is szex és női szépség szimbóluma és a klasszikus hollywoodi filmek egyik nagy csillaga, másrészt viszont élete sok szempontból tragikusnak mondható problémás gyerekkora, magánéleti gondjai, drogfüggősége és öngyilkossága miatt.

## Filmográfia
- Veszélyes évek (Dangerous Years) (1947)
- Scudda Hoo! Scudda Hay! (1948)
- A kóristalányok (Ladies of the Chorus) (1948)
- A szerelem bolondja (Love Happy) (1949)
- Belépő a csatabárdhoz (A Ticket to Tomahawk) (1950)
- Aszfaltdzsungel (The Asphalt Jungle) (1950)
- Mindent Éváról (All About Eve) (1950)
- A tűzgolyó (The Fireball) (1950)
- Right Cross (1951)
- Szülővárosi történet (Home Town Story) (1951)
- Annyi idős vagy, amennyinek érzed magad (As Young as You Feel) (1951)
- Love Nest (1951)
- Csináljuk törvényesen (Let's Make It Legal) (1951)
- Éjszakai összecsapás (Clash by Night) (1952)
- Nem vagyunk házasok (We're Not Married!) (1952)
- Ne is kopogtass! (Don't Bother to Knock) (1952)
- Gyanús dolog (Monkey Business) (1952)
- O. Henry meséi (O. Henry's Full House) (1952)
- Niagara (1953)
- Szőkék előnyben (Gentlemen Prefer Blondes) (1953)
- Hogyan fogjunk milliomost? (How to Marry a Millionaire) (1953)
- A folyó, ahonnan nincs visszatérés (River of No Return) (1954)
- Páratlan biznisz a színházi biznisz (There's No Business Like Show Business) (1954)
- Hétévi vágyakozás (The Seven Year Itch) (1955)
- Buszmegálló (Bus Stop) (1956)
- A herceg és a színésznő (The Prince and the Showgirl) (1957)
- Van, aki forrón szereti (Some Like It Hot) (1959)
- Szeressünk! (Let's Make Love) (1960)
- Kallódó emberek (The Misfits) (1961)
- Valamit adni kell (Something's Got to Give) (1962, befejezetlen)

## Fordítás
- Ez a szócikk részben vagy egészben  a   Marilyn Monroe című angol Wikipédia-szócikk ezen változatának fordításán alapul.  Az eredeti cikk szerkesztőit annak laptörténete sorolja fel. Ez a jelzés csupán a megfogalmazás eredetét és a szerzői jogokat jelzi, nem szolgál a cikkben szereplő információk forrásmegjelöléseként.